# Нурагічна культура

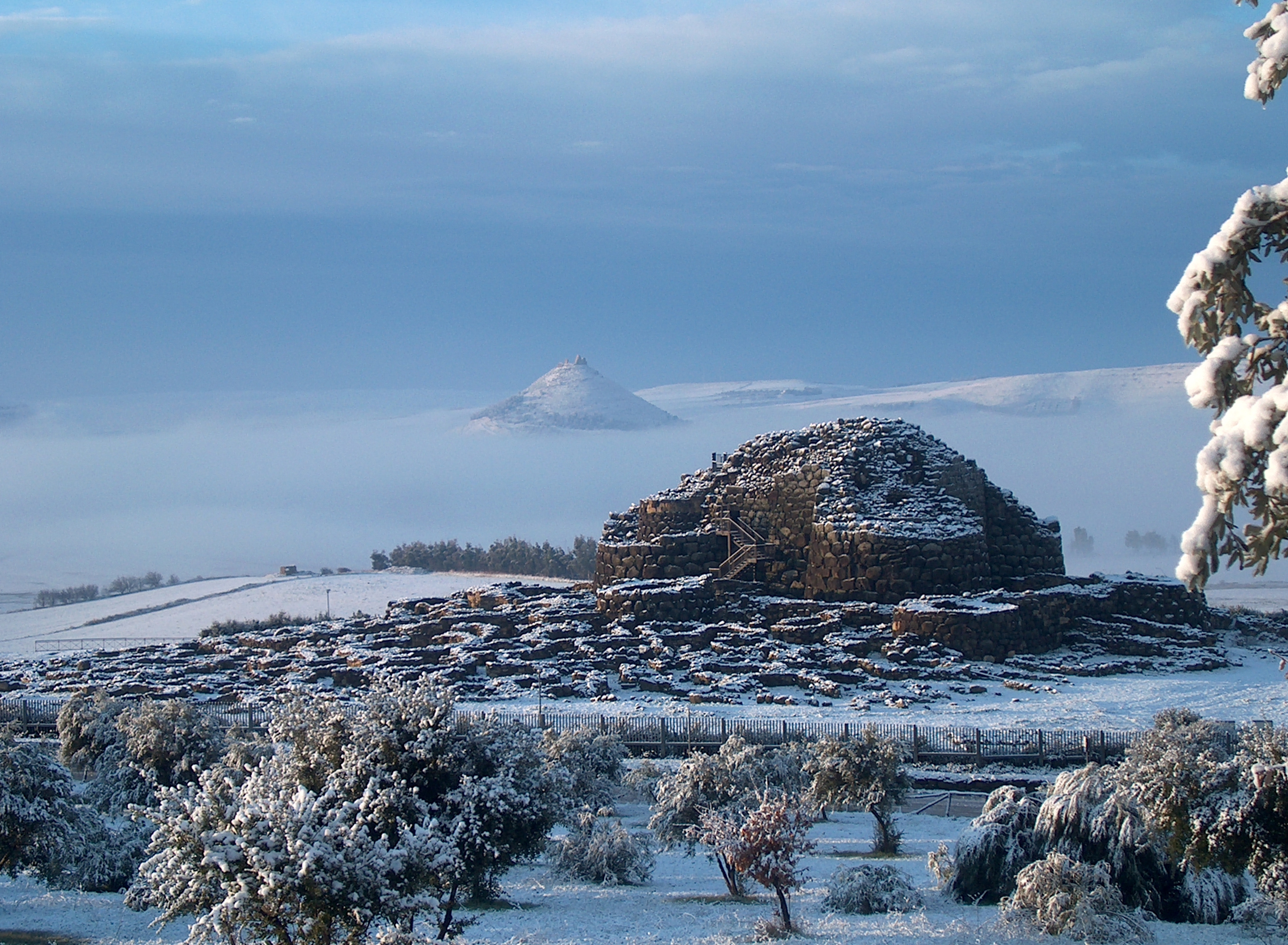
Су-Нураксі-ді-Баруміні, включений до списку Світової спадщини ЮНЕСКО з 1997 року

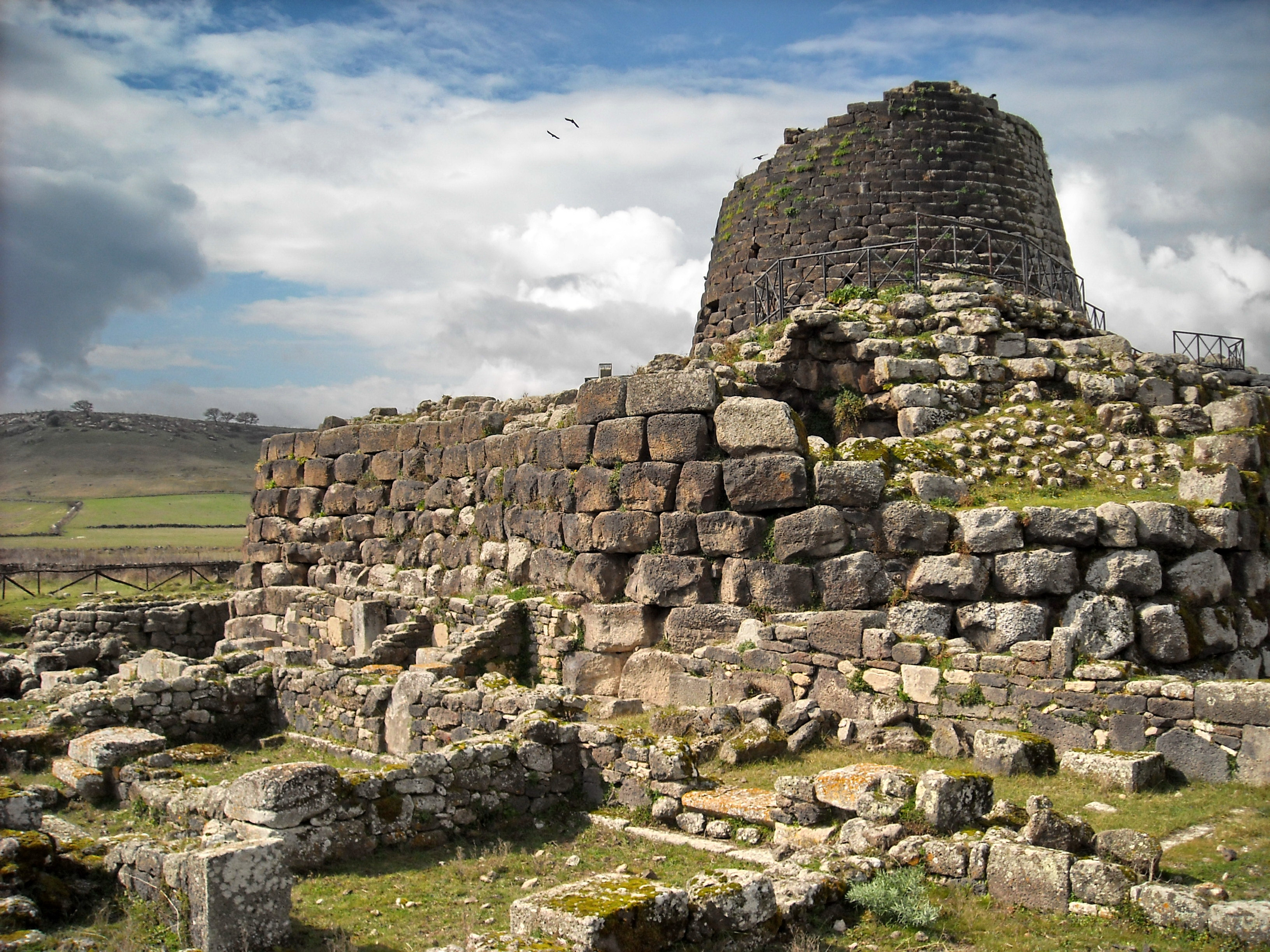
Нураг Санту-Антіне у Торральба

Нурагічна культура, також відома як Нурагічна цивілізація — доісторична культура Сардинії (Італія), другому за величиною острові в Середземному морі, що існувала з XVIII століття до н. е. (бронзова доба) (або з XXIII століття до н. е.) аж до римської колонізації у 238 р. до н. е.. Інші вважають, що культура існувала принаймні до II століття по н. е., а в деяких областях, а саме в Барбаджія, до VI століття по н. е. або, можливо, навіть до XI століття по н. е..
Прикметник «нурагічний» не є ані автонімом, ані етнонімом. Він походить від найхарактернішої пам'ятки острова, нурагі, типу вежі-фортеці, яку стародавні жителі Сардині будували у великій кількості, починаючи приблизно з 1800 року до н. е.. Сьогодні на Сардинії є близько 7000 нурагів.
Жодних письмових згадок про цю культуру не виявлено, за винятком кількох можливих коротких епіграфічних документів, що належать до останніх етапів Нурагічної культури. Єдина письмова інформація походить із класичної літератури греків і римлян, та її можна вважати радше міфічною, ніж історичною.

## Історія

### Донурагічна Сардинія

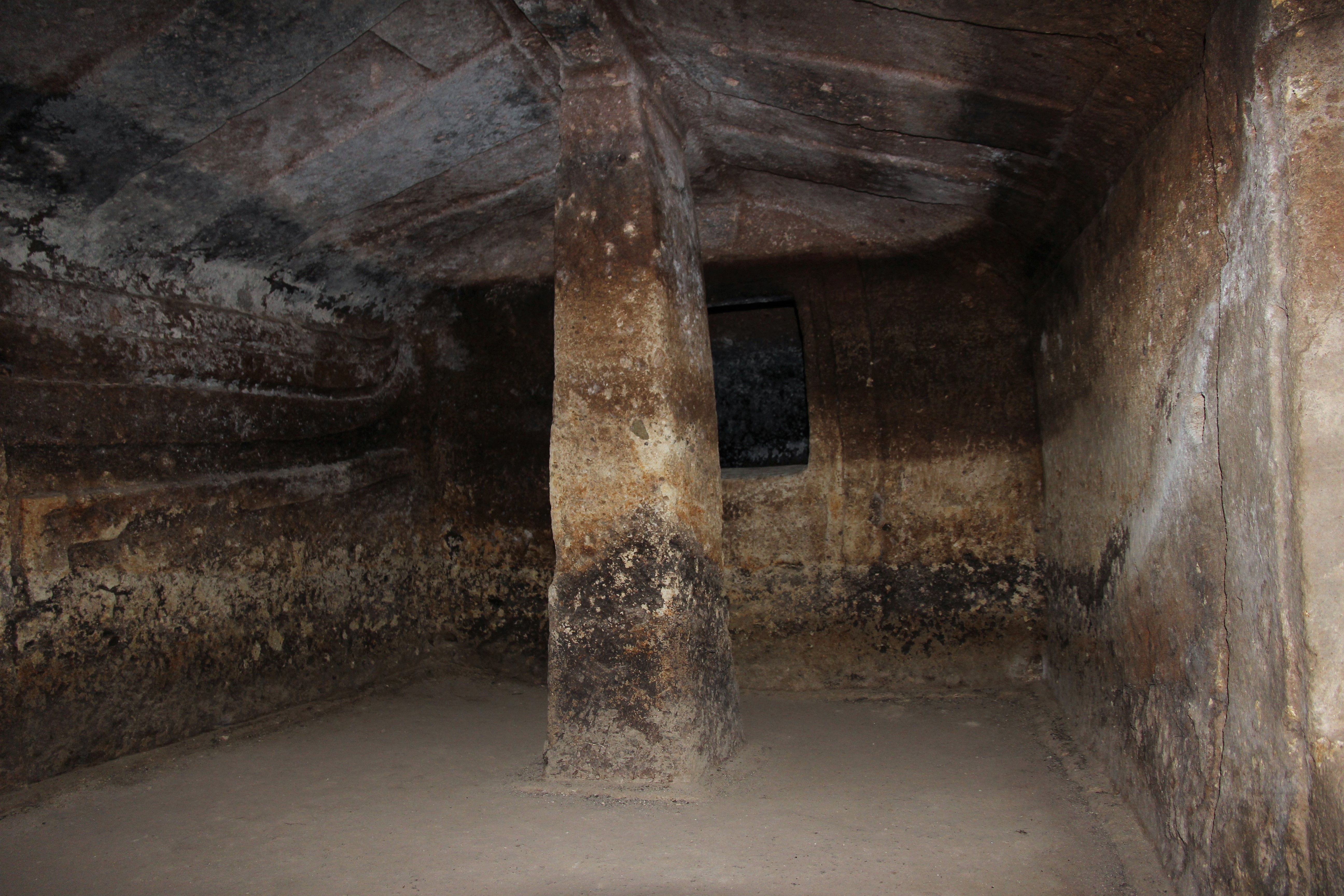
Один із Domus de janas некрополя Монте-Сісері, Путіфігарі

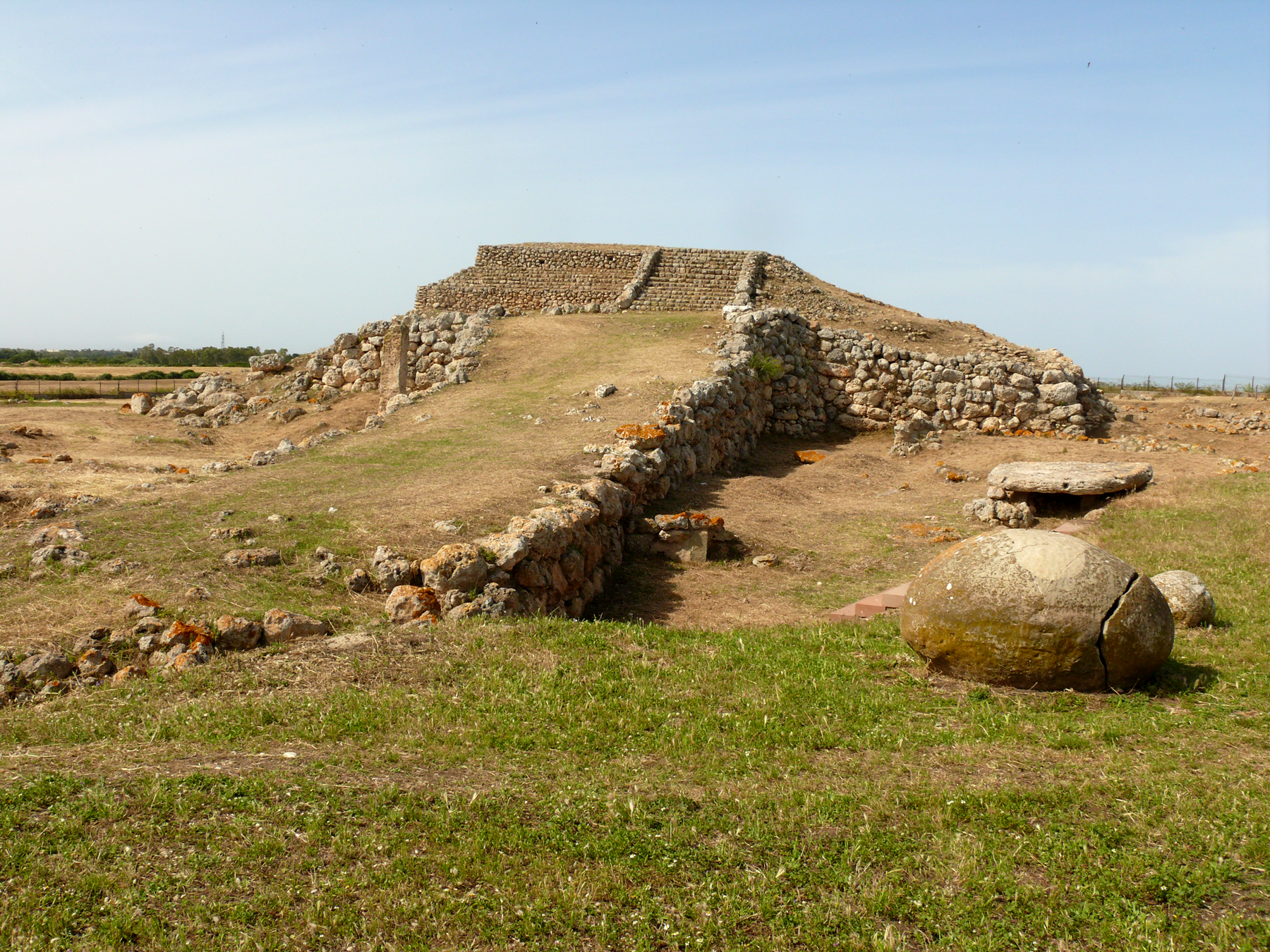
Донурагічний комплекс Монте-д'Аккодді

За кам'яної доби острів вперше заселили люди, які прибули туди в епоху палеоліту та неоліту з Європи та Середземномор'я. Найдавніші поселення були виявлені у центральній і північній Сардинії (Англона). На острові розвинулося кілька пізніших культур, наприклад Оцієрська культура (3200—2700 рр. до н. е.). Економіка була заснована на землеробстві, скотарстві, рибальстві та торгівлі з материком. З розповсюдженням металургії на острові також з'явилися срібні та мідні речі та зброя:16.
У 2014 році Сардинія раннього халколіту була визначена як один із найдавніших центрів видобутку срібла у світі. Це відбулося у IV тисячолітті до н. е..
Залишки цього періоду включають сотні менгірів (називаються perdas fittas) і дольменів, понад 2400 гробниць — гіпогеймів, які називаються domus de Janas, статуї менгірів, що представляють воїнів або жіночі фігури, і східчасту піраміду Монте-д'Аккодді, поблизу Сассарі, що демонструють певну схожість з монументальним комплексом Лос-Мільярес (Андалусія) та пізнішими талайотами на Балеарських островах. На думку деяких вчених, подібність між цією структурою та спорудами, знайденими в Месопотамії, пов'язана з культурним впливом, що надходив зі Східного Середземномор'я:16 .
Вівтар Монте-д'Аккодді вийшов з ужитку, починаючи з бл. 2000 р. до н. е., коли на острові з'явилася культура дзвоноподібних келихів (КДК), що на той час була поширена майже у всій Західній Європі. КДК прибули на Сардинію з двох різних регіонів: по-перше, з Іспанії та південної Франції, а по-друге, з Центральної Європи, через Апеннінський півострів.

### Нурагічна ера

#### Рання бронзова доба

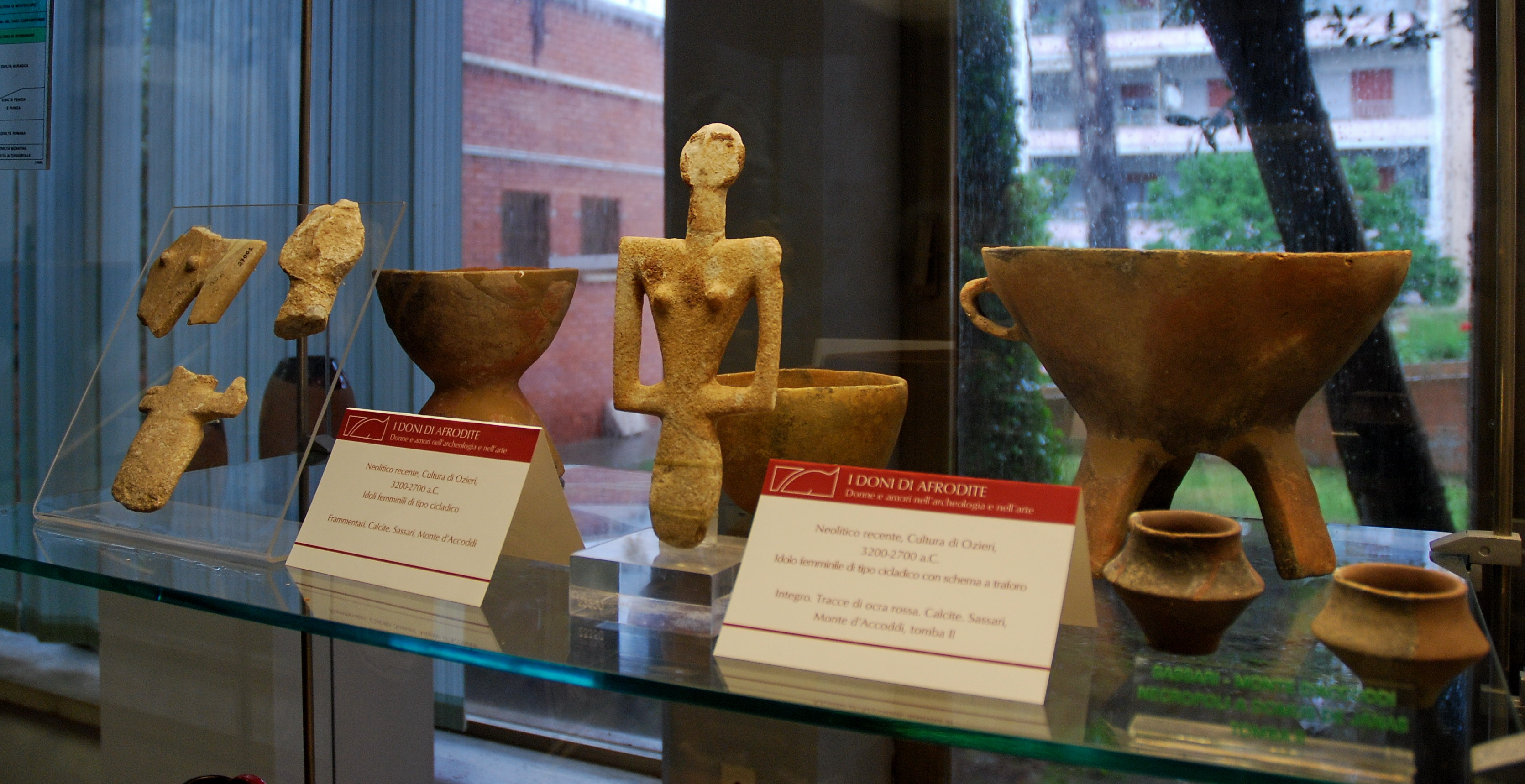
Кераміка Боннанаро, Національний музей Санна, Сассарі

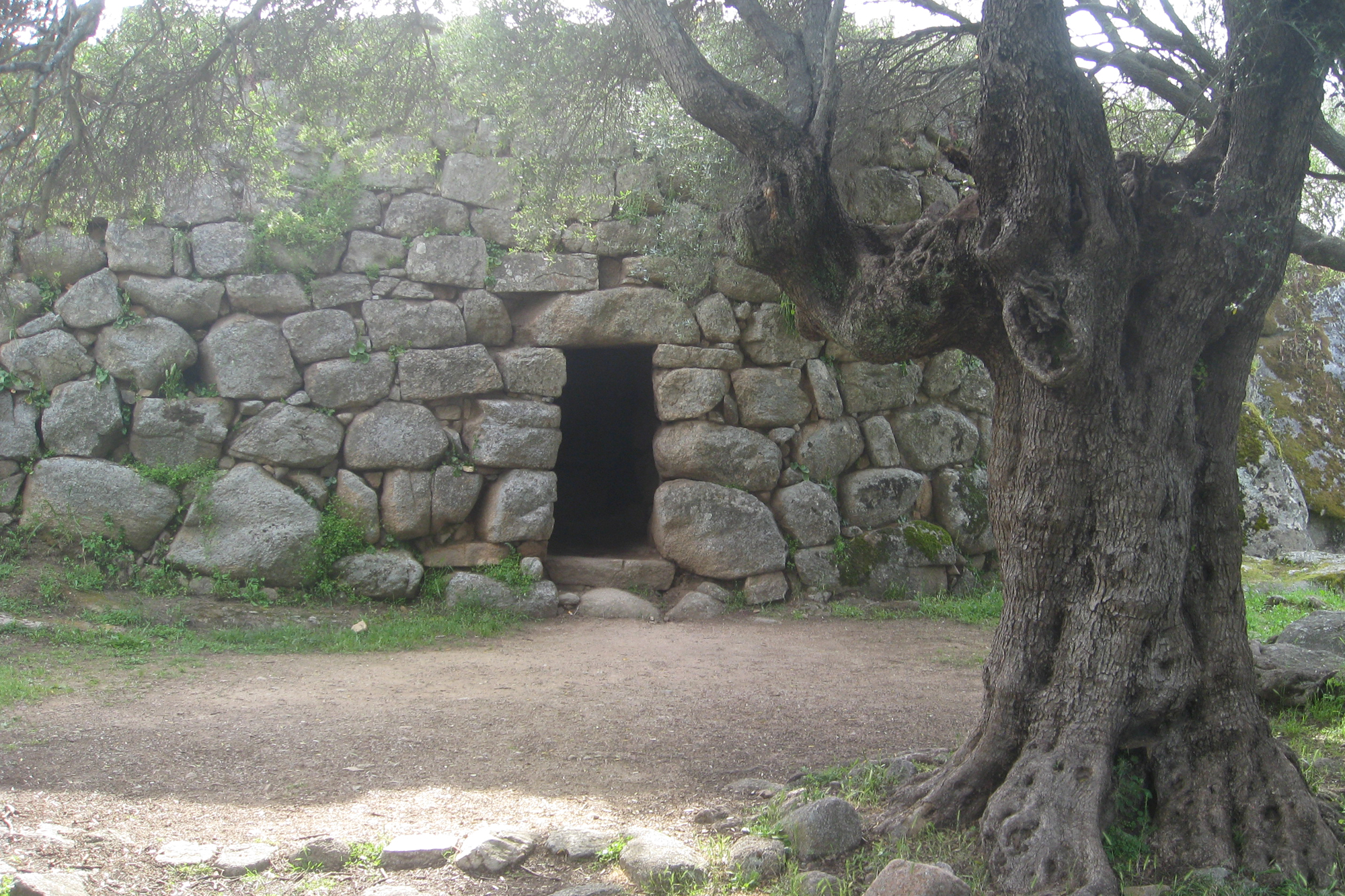
Альбуччу (Арцакена), приклад протонурагів

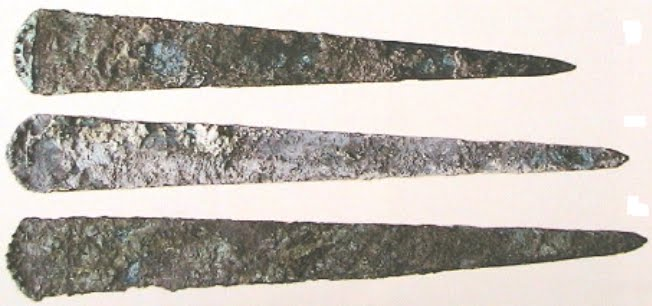
Мечі культури Боннанаро (фаза А2) із Сант'Іроксі, Дечимопутцу

Боннанарська культура була останньою еволюцією КДК на Сардинії (бл. 1800—1600 рр. до н. е.) і демонструвала кілька подібностей із сучасною культурою Полада у північній Італії. Ці дві культури мали спільні риси матеріальної культури, такі як недекорована кераміка з ручками у формі сокири.
Цей вплив міг поширитися на Сардинію через Корсику, де вона поглинула нові архітектурні техніки (такі як циклопічна кладка), які вже були широко поширені на острові.
У той час на острів прибули нові народи, які прибули з материка, принесли з собою нові релігійні філософії, нові технології та новий спосіб життя, зробивши попередні застарілими або переосмисливши їх:362:25–27 .
Широке поширення бронзи принесло численні вдосконалення. З новим сплавом міді та олова (або миш'яку) був отриманий твердіший і стійкіший метал, придатний для виготовлення знарядь, що використовуються в сільському господарстві, на полюванні та у війні. З цього періоду датується будівництво так званого прото-нурагі, платформоподібної структури, яка знаменує собою першу фазу нурагічної доби. Ці будівлі дуже відрізняються від класичних нурагів, маючи неправильну планіметрію та дуже кремезний вигляд.

#### Середня та пізня бронза

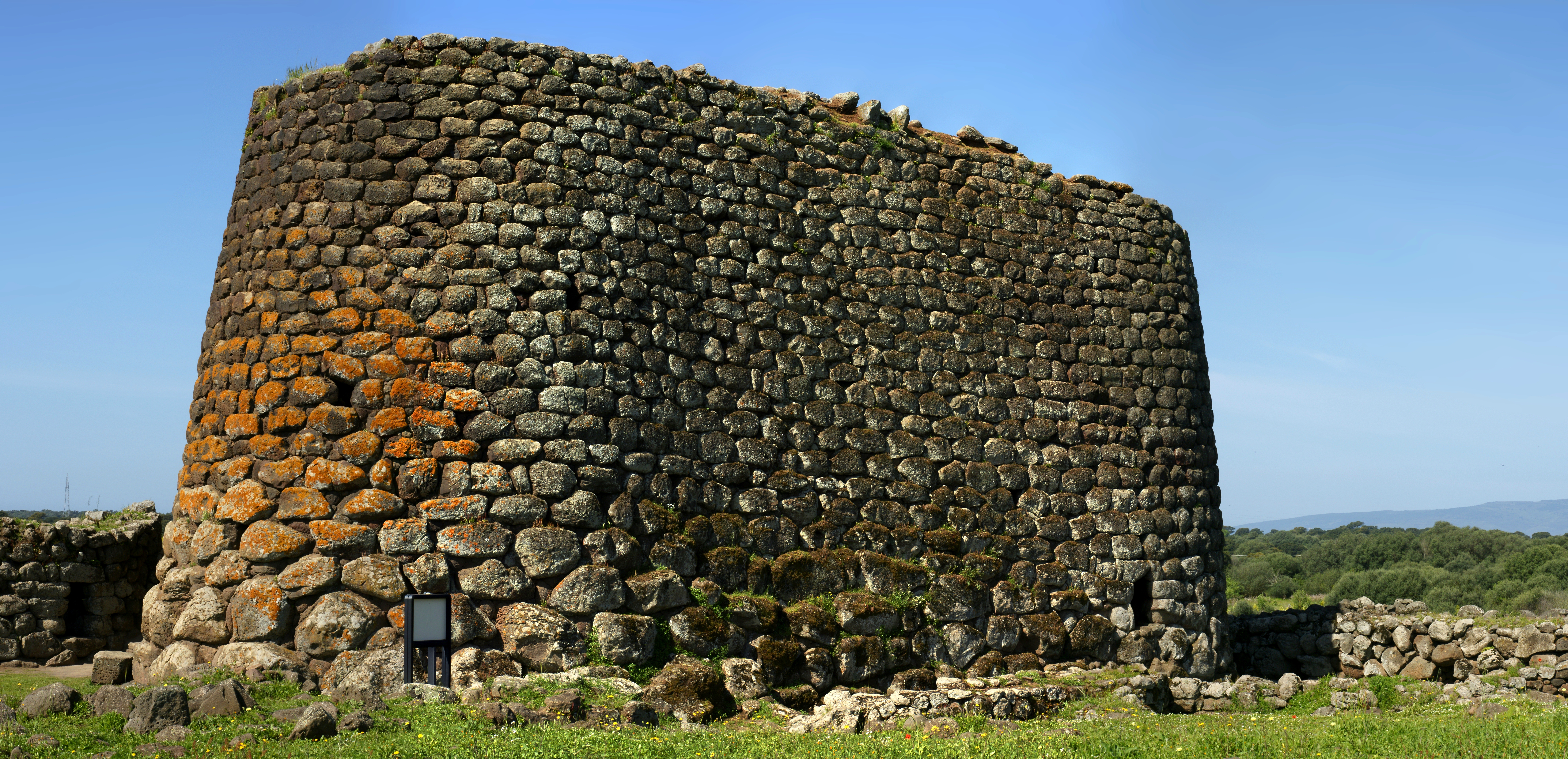
Нураг Лоза, Аббасанта

До середини II тис. до н. е. нураги, що розвинулися з попередніх протонурагів, є мегалітичними вежами у формі усіченого конуса; кожна нурагічна вежа мала принаймні внутрішню толосну камеру, а найбільші вежі могли мати до трьох накладених одна на одну толосних камер. Вони широко поширені по всій Сардинії, приблизно один нураг на кожні три квадратних кілометри:9 .
Ранні грецькі історики та географи міркували про таємничі нураги та їхніх будівельників.
Вони описали наявність казкових споруд, званих дайдалеями, від імені Дедала, який, побудувавши свій лабіринт на Криті, перебрався на Сицилію, а потім на Сардинію:9.
Сучасні теорії щодо їхнього використання включають соціальні, військові, релігійні чи астрономічні ролі, як печі чи гробниці. Хоча це питання вже давно викликає суперечки серед вчених, сучасний консенсус полягає в тому, що вони були побудовані як захисні споруди, що містили комори та силоси.

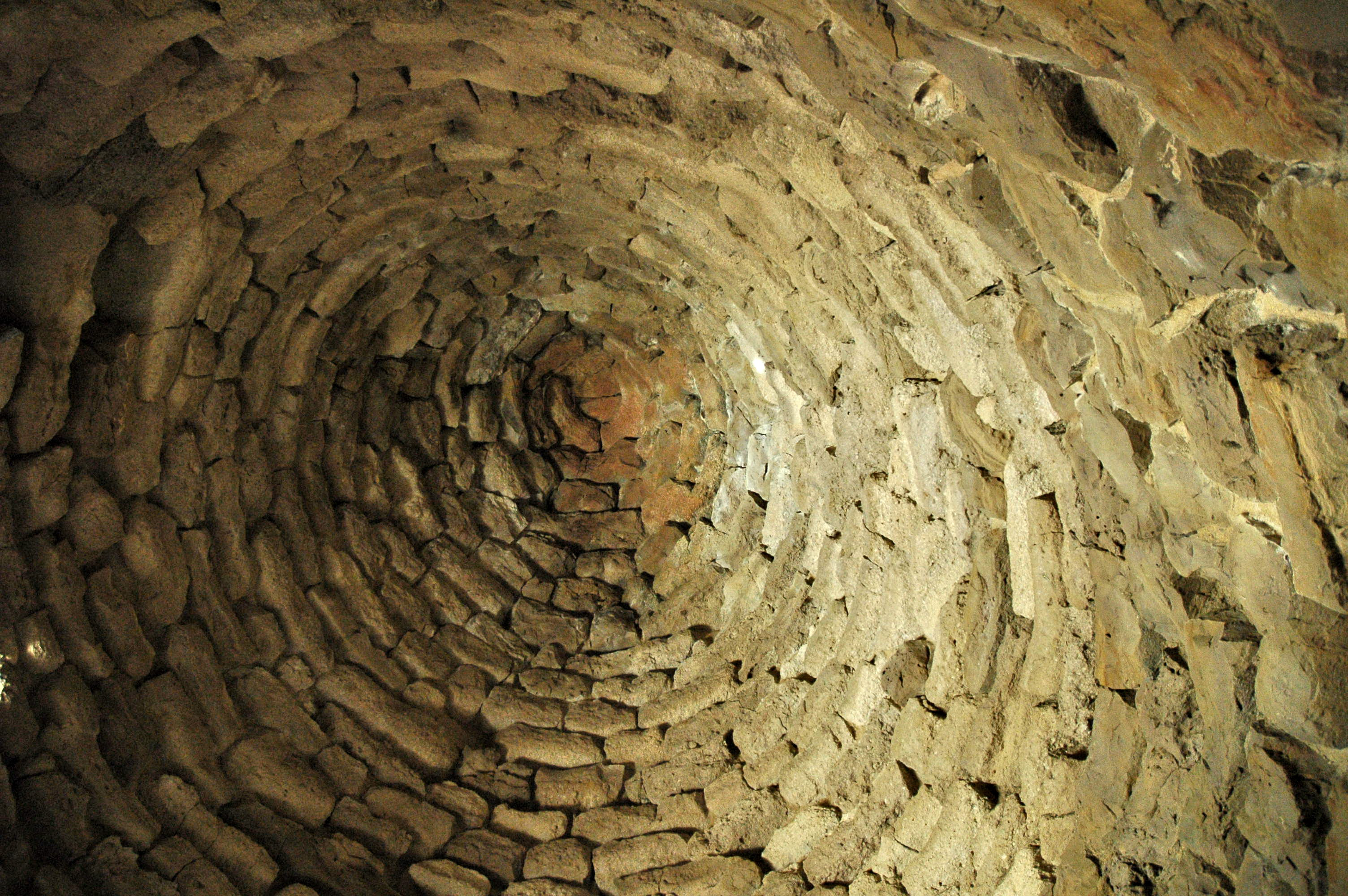
Толос Іс-Парас (нураг), Ізілі

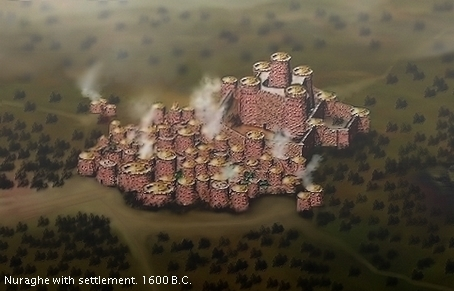
Графічна реконструкція нурагічного села

У другій половині II тисячоліття до нашої ери археологічні дослідження довели збільшення розмірів поселень, побудованих навколо деяких з цих споруд, які часто розташовувалися на вершині пагорбів. Можливо, з міркувань захисту до оригінальних веж були додані нові, з'єднані стінами з прорізами, які утворювали складний нураг.
Серед найвідоміших з численних існуючих нурагів є Су-Нураксі-ді-Баруміні, Санту-Антіне в Торральбі, нураг Лоза в Аббазанті, нураг Пальмавера в Альгеро, нураг Дженна-Марія у Віллановафорру, нураг Серучі в Гоннезі та Аррубіу в Орролі. Найбільший нураг, такий як нураг Аррубіу, міг досягати висоти приблизно 25—30 м і міг складатися з 5 основних веж, захищених кількома шарами мурів, загалом із десятками додаткових веж. Було припущено, що деякі з нинішніх сардинських сіл простежують своє походження безпосередньо від нурагічних, включаючи, можливо, ті, що містять корінь Нур-/Нор- у своїй назві (наприклад, Нурачі, Нурамініс, Нуррі, Нураллао, Норагугуме).

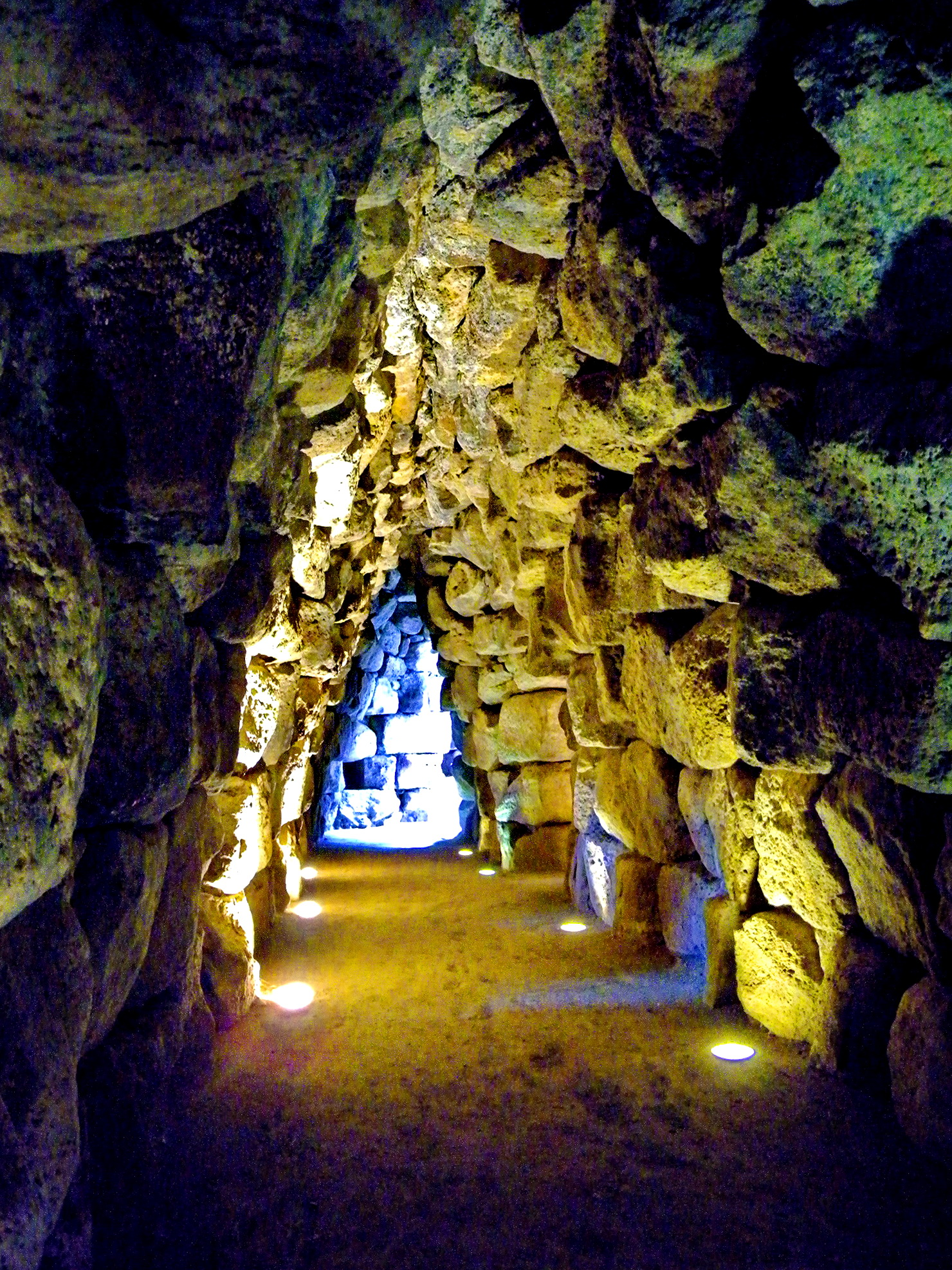
Санту-Антіне в Торральбі, внутрішній коридор

Невдовзі на Сардинії, землі, багатій на рудники, зокрема мідь і свинець, розпочалось будівництво численних печей для виробництва сплавів, що продавалися в Середземноморському басейні. Сардинці стали кваліфікованими металургами; вони були одними з головних виробників металу в Європі і виготовляли широкий спектр бронзових предметів. Нова зброя, така як мечі, кинджали та сокири, передувала свердлам, шпилькам, персням, браслетам, статуеткам і вотивним човнам, які демонструють тісний зв'язок з морем. Можливо, олово приваблювало торговців бронзової доби з Егейського моря, де доступна мідь, але олова для виготовлення бронзи мало. Виявлено перший плавильний шлак, який можна перевірити, його поява в скарбничці стародавнього олова підтверджує місцеву виплавку, а також лиття. Зазвичай згадуються джерела олова та торгівля в давні часи на Піренейському півострові або в Корнуоллі. Ринки збуту культури, що розташовувались в регіонах з малими ресурсами металу, такі як Мікенська цивілізація, Кіпр і Крит, а також Піренейський півострів, факт, який може пояснити культурну подібність між ними та культурою нурагів і присутність у нурагських місцях мікенської, західної та центральної критської та кіпрської кераміки пізньої бронзової доби, а також місцевих копій, зосереджених у півдюжині знахідок, які, здається, функціонували як «шлюзи-спільноти».

#### Зв'язок з народами моря
Наприкінці бронзової доби (XIV—XII ст. до н. е.) відбулася велика міграція так званих народів моря, описана в давньоєгипетських джерелах. Вони знищили мікенські та хетські міста, а також напали на Єгипет. За словами Джованні Угаса, шердани, одне з найважливіших племен народів моря, варто ототожнювати з нурагськими сардинцями. Цю ідентифікацію також підтримали Антоніо Тарамеллі, Гордон Чайлд, Себастьяно Туса, Вассос Карагеоргіс і Карлос Роберто Зореа з Мадридського університету Комплутенсе. Інша гіпотеза полягає в тому, що вони прибули на острів приблизно в XIII або XII столітті до н. е. після невдалого вторгнення в Єгипет. Проте ці теорії залишаються суперечливими. Сімонід із Кеоса та Плутарх розповідали про набіги сардинців на острів Крит у той самий період, коли народ моря вдерлися в Єгипет. Це принаймні підтверджує, що нурагічні сардинці часто відвідували східне Середземне море. Подальші докази походять із нурагічної кераміки XIII століття до н. е., знайденої в Тиринфі, Коммосі, Коккінокремнос, Хала Султан Текке і на Сицилії в Ліпарі та в районі Агрідженто, уздовж морського шляху, що з'єднує західне та східне Середземномор'я.

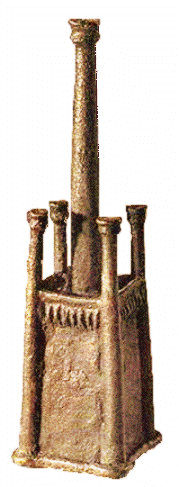
Бронзова модель нурагів, 10 століття до н. е.

Нещодавно археолог Адам Зерталь припустив, що ізраїльський Гарошет Гаггоїм, дім біблійного діяча Сісери, можна ототожнити з місцем «Ель-Ахват» і що це було нурагічне місце, що свідчить про те, що він походить від народу Шерден з Сардинії. Те саме підтвердив Бар Шей з Хайфського університету.

#### Залізна доба
Археологи традиційно визначають нурагічний період 900—500 рр. до н. е. (залізна доба) як епоху аристократії. Виготовляли вишукану кераміку разом із все більш досконалими знаряддями праці та покращували якість зброї.
З розквітом торгівлі металургійна продукція та інші промислові товари експортувалися в усі куточки Середземномор'я, від Близького Сходу до Іспанії та Атлантики. У селах збільшувала кількість хатин і загалом спостерігався значний приріст населення. Будівництво нурагів припинилося (багато з них були залишені або частково розібрані, починаючи з 1150 р. до н. е.), і індивідуальні гробниці замінили колективні поховання (гробниці велетнів).
Але справжнім проривом того періоду, за словами археолога Джованні Лілліу, була політична організація, яка оберталася навколо парламенту села, що складався з голів і найвпливовіших людей, які збиралися для обговорення найважливіших питань.

### Карфагенське та римське завоювання
Близько 900 року до н. е. фінікійці почали все частіше відвідувати Сардинію.
Найпопулярнішими портами були Караліс, Нора, Біфія, Сульчі, Таррос, Боза та Ольбія.
Римський історик Юстин описує карфагенську експедицію на чолі з Малхом у 540 р. до н. е. проти все ще сильно нурагічної Сардинії. Експедиція провалилася, і це викликало політичну революцію в Карфагені, в якій переміг Магон. Він розпочав ще одну експедицію проти острова в 509 році до н. е., після того, як сардинці напали на прибережні міста фінікійців. За словами П'єро Бартолоні, саме Карфаген напав на фінікійські міста на узбережжі, а не на тубільців, які жили в цих містах разом із фінікійцями, оскільки зруйновані фінікійські міста, такі як Сулькіс або Монте-Сіраї, він постулював як населені переважно корінні сардинці. Карфагеняни, після ряду військових кампаній, під час яких Магон загинув і був замінений своїм братом Гамількаром, здолали сардинців і завоювали прибережну Сардинію, Іглезенте з її копальнями та південні рівнини. Культура нурагів, можливо, збереглася в гірських внутрішніх районах острова.
У 238 році до нашої ери карфагеняни, в результаті поразки від римлян у Першій Пунічній війні, віддали Сардинію Риму. Сардинія разом із Корсикою стала римською провінцією (Корсика й Сардинія), проте грецький географ Страбон підтверджує збереження у внутрішніх районах острова нурагічної культури навіть у часи імперії.

## Суспільство

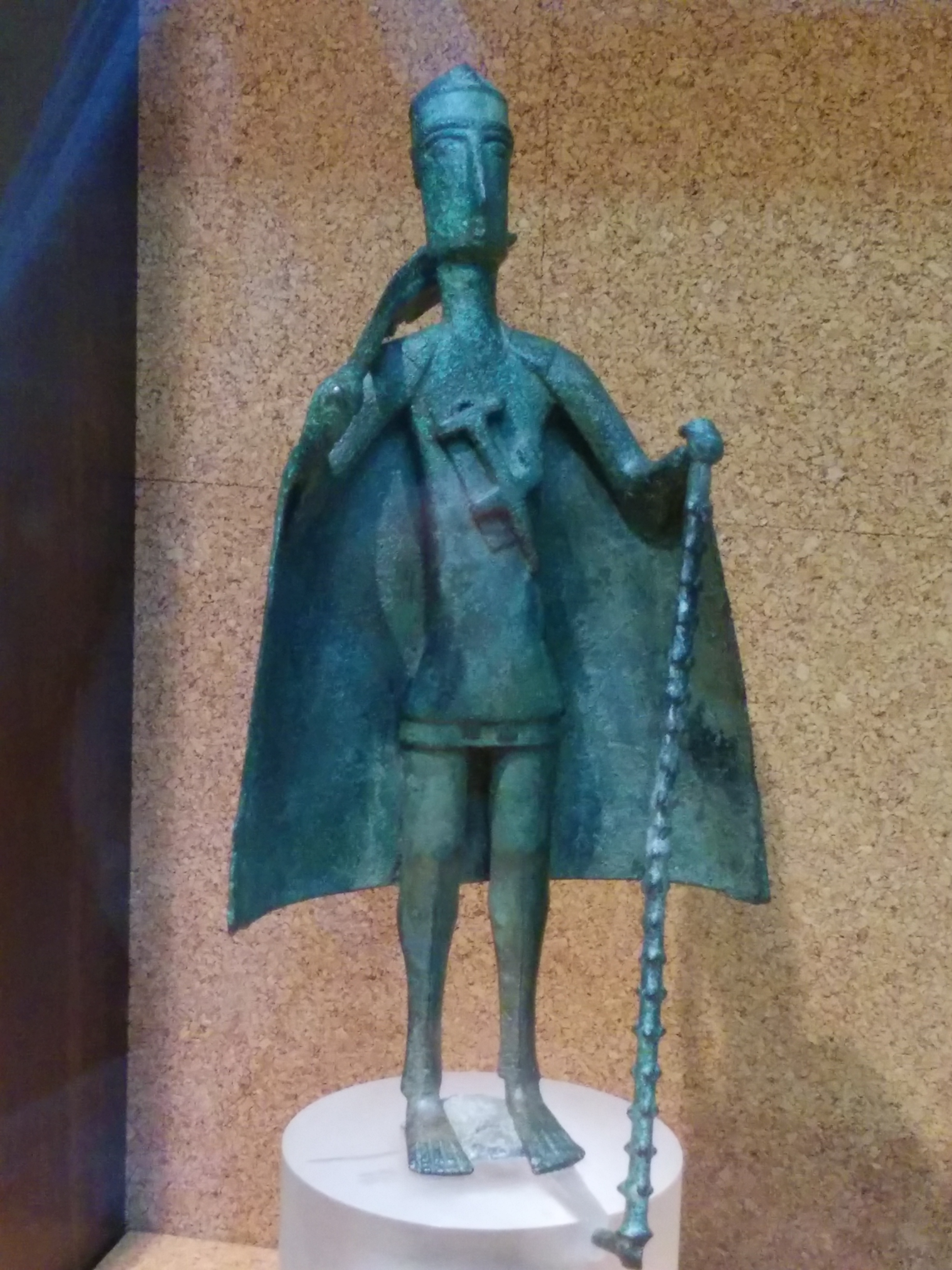
Бронзова скульптура вождя нурагів з Ути

Релігія відігравала значну роль у нурагічному суспільстві, що привело вчених до гіпотези, що нурагська цивілізація була теократією.
На деяких нурагських бронзових виробах чітко зображені фігури вождів-королів, яких можна впізнати за тим, що вони одягнені в плащі та з посохом із босами.
Також зображені інші класи, включаючи шахтарів, ремісників, музикантів, борців (останні подібні до представників мінойської цивілізації) та багатьох бійців, що спонукало вчених думати про войовниче суспільство з точним військовим поділом (лучники, піхотинці).
Різний однострій міг належати різним кантонам чи кланам або різним військовим підрозділам.
Роль священника, можливо, виконували жінки.
Деякі маленькі вироби з бронзи також дають підказки про нурагічний особистий догляд і моду.
Жінки зазвичай мали довге волосся; чоловіки плели дві довгі коси з кожного боку обличчя, а волосся на голові було дуже коротко підстрижене або закрите шкіряним ковпаком.

### Села

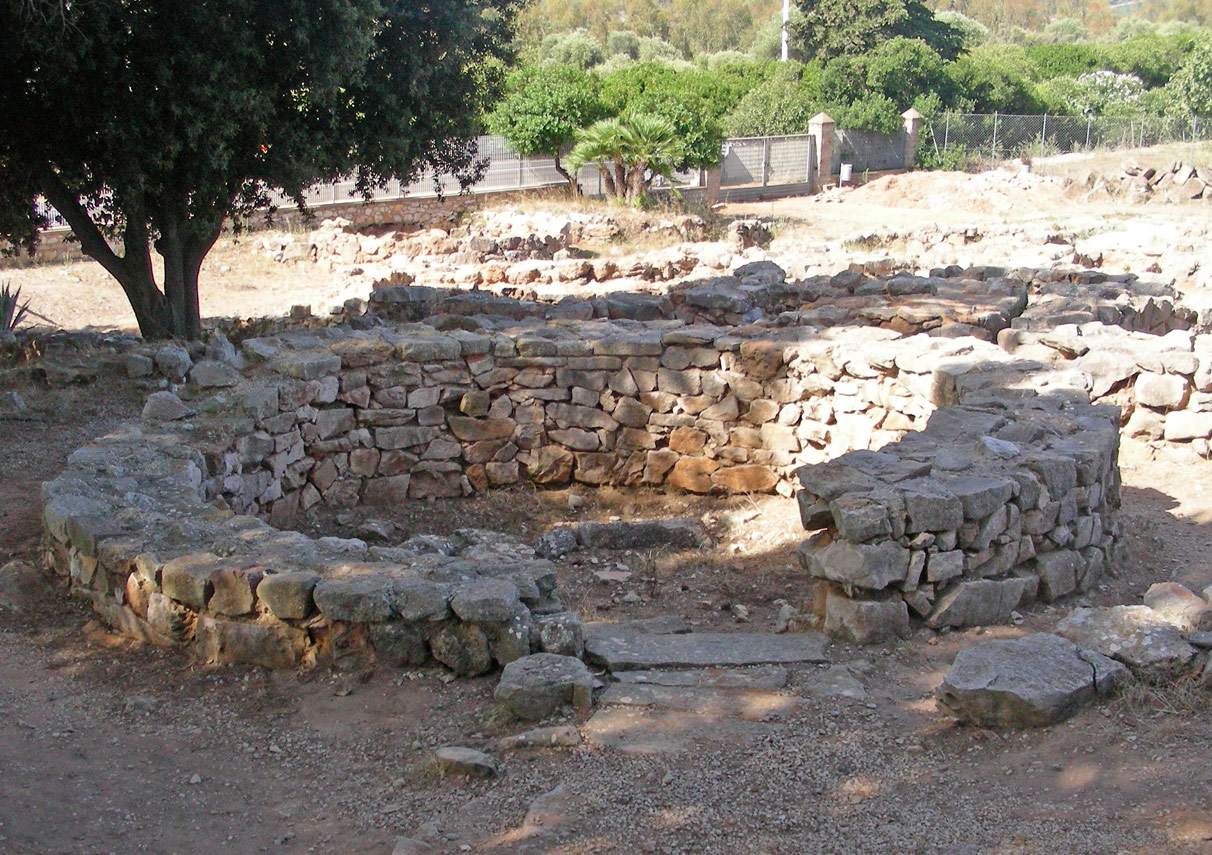
Хатина біля нурага Пальмавера, Альгеро

Нурагська культура, ймовірно, базувалася на кланах, кожен з яких був під орудою вождя, який проживав у комплексі нурагів:241, з простими людьми, які жили в сусідніх селах у кам'яних круглих будинках із солом'яними дахами, подібних до сучасних піннетт — вівчарів Барбаджії.
Наприкінці бронзової доби та на етапах ранньої залізної доби будинки будувались за складнішим планом, з кількома кімнатами, які часто розташовувалися навколо внутрішнього двору; у нурагічному поселенні Сант'Імбеніа, розташованому на узбережжі, деякі споруди використовувалися не для проживання, а для зберігання дорогоцінних металів, їжі та інших товарів, і вони були побудовані навколо величезної площі, інтерпретованої археологами як ринок. Будівництво прямокутних будинків і споруд з висушеної цегли засвідчено на деяких місцях по всьому острову з пізньої бронзової доби.
Управління водою мало важливе значення для нурагів, більшість складних нурагів мали принаймні колодязь; Нураг Аррубіу, наприклад, мав складну гідравлічну мережу для дренажу води. Іншим свідченням майстерності мешканців нурагів у створенні гідравлічних мереж є акведук Греману, єдиний відомий нурагічний акведук.
Під час останнього етапу бронзової доби та ранньої залізної доби на Сардинії з'явилися протоміські поселення з відкритими просторами, такими як мощені площі та вулиці, і спорудами, присвяченими певним функціям, таким як металеві майстерні, окремі будинки були забезпечені складськими приміщеннями та обслуговувалися інфраструктурою.

## Племена
Найвідомішими народами цього острова є іліенси, балари та корси... ...— Пліній Старший, Природнича історія, Liber III

Гіпотетичне поширення племен нурагів

Під час усього другого тисячоліття і до першої половини I тисячоліття до нашої ери Сардинія була населена єдиною великою та однорідною культурною групою, представленою нурагами.
Століттями пізніше римські джерела описують острів як населений численними племенами, які поступово злилися культурно. Проте вони зберегли свою політичну ідентичність, і племена часто билися між собою за контроль над найціннішою землею. Найважливіші згадані нурагічні популяції:
- Іліенси[en] або іоли (пізніше діагесби), визначені стародавніми авторами як грецькі колоністи на чолі з Іолаєм (племінником Геракла) або троянські біженці, жили на території сучасної центральної та південної Сардинії. Грецькі історики повідомляли також, що на них неодноразово нападали карфагеняни та римляни, але марно.[60]
- Баларів[en] ототожнювали з культурою дзвоноподібних келихів.[14]:22–32. Вони жили у районах: Нурра[en], Когінас і Лімбара[en]. Ймовірно, вони належали до того самого походження, з якого походить талайотська культура[en] Балеарських островів.[14]:22–32
- Корси[en] жили в Галлурі[en] та на Корсиці. Вони були визначені як нащадки культури Арцакена. На півдні Корсики у 2-му тисячолітті до нашої ери поряд з нурагічною розвивалася культура торре[en].

## Культура

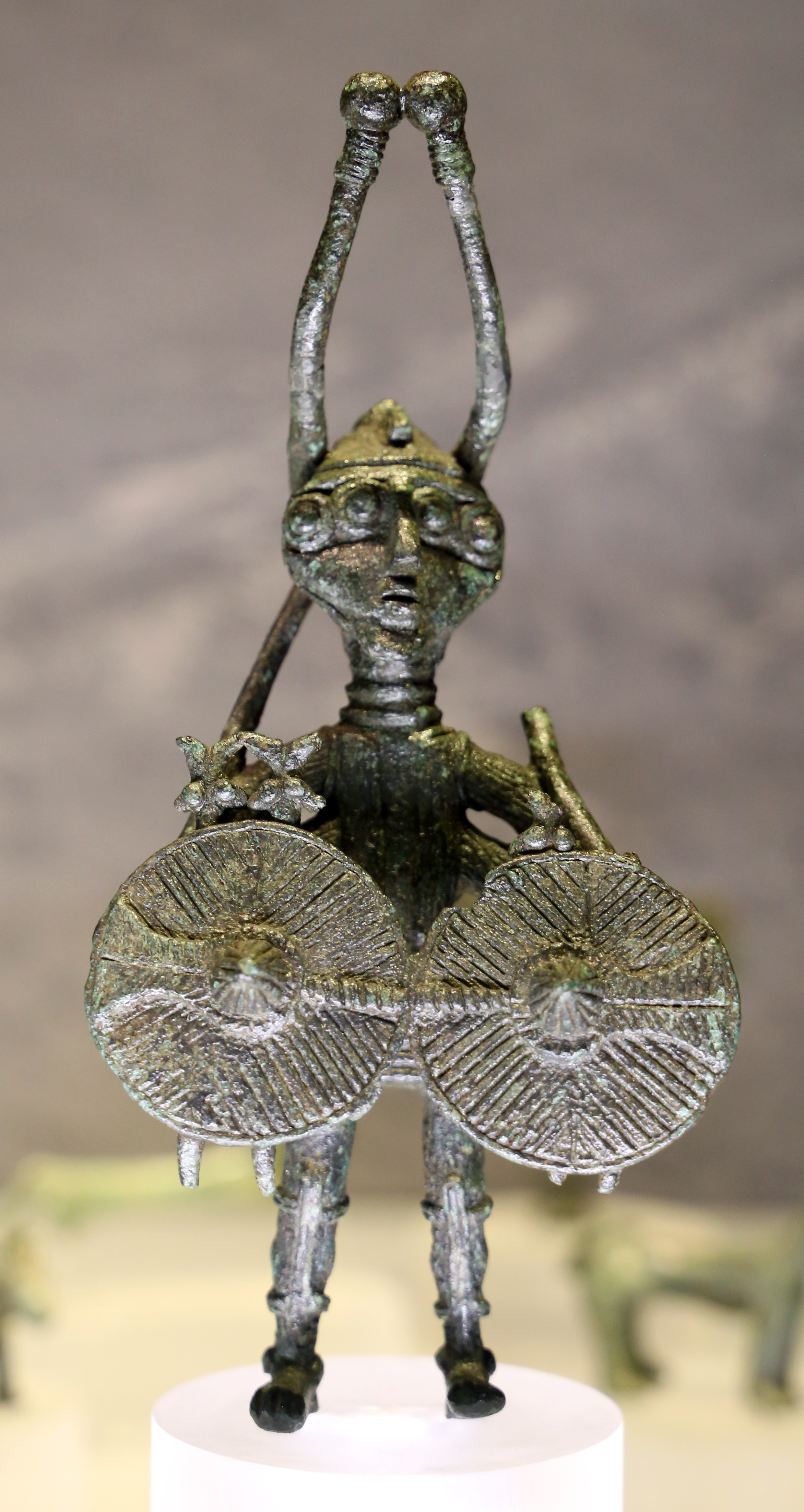
Бронзова скульптура воїна з чотирма очима і чотирма руками

### Релігія
Зображення тварин, таких як бик, належать, швидше за все, донурагічним культурам, проте вони зберегли своє значення серед народу нурагів і часто зображувалися на кораблях, бронзових вазах, використовувалися в релігійних обрядах.
Були знайдені невеликі бронзові скульптури із зображенням фігур напівлюдини-напівбика, а також персонажів із чотирма руками й очима та двоголового оленя: вони, ймовірно, мали міфологічне та релігійне значення.
Інша свята тварина, яку часто зображували, це голуб.
Релігійну роль також відігравали маленькі диски з геометричними візерунками, відомі як пінтадера, хоча їхня функція ще не встановлена.
Ключовим елементом нурагічної релігії була родючість, пов'язана з чоловічою силою Бика-Сонця та жіночою — Води-Місяця. Згідно з дослідженнями вчених, існувала середземноморська Богиня-мати та Бог-Батько (Бабай).
Важливу роль відігравали такі міфологічні герої, як Норакс, Сард, Іолай та Арістей, полководці, що також вважалися божествами.

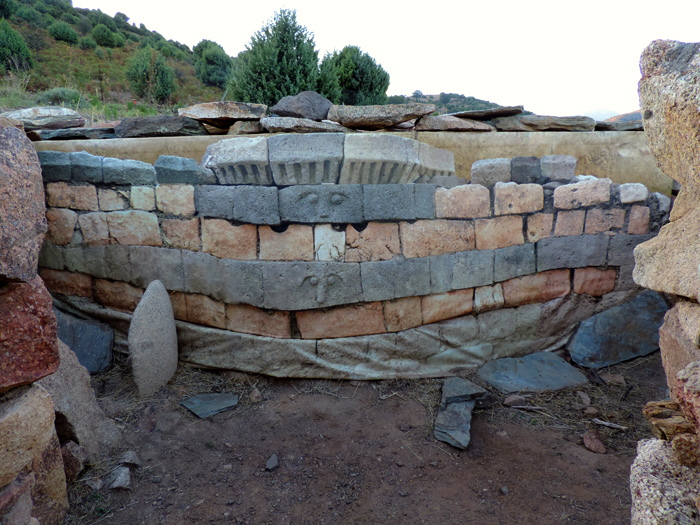
С'Арку-е-Іс-Форрос

Розкопки показали, що нурагічні люди в певні періоди року збиралися у святих місцях, що зазвичай мали сидячі сходи та святу яму. У деяких священних місцях, таких як Греману у Фонні, Серра-Орріос у Доргалі та С'Арку-е-Іс-Форрос у Віллагранде-Стризаїлі, існували прямокутні храми з центральною святою кімнатою, у якій, можливо, був священний вогонь. Божества, яким поклонялися, невідомі, але, можливо, були пов'язані з водою або астрономічними сутностями (Сонце, Місяць, сонцестояння).

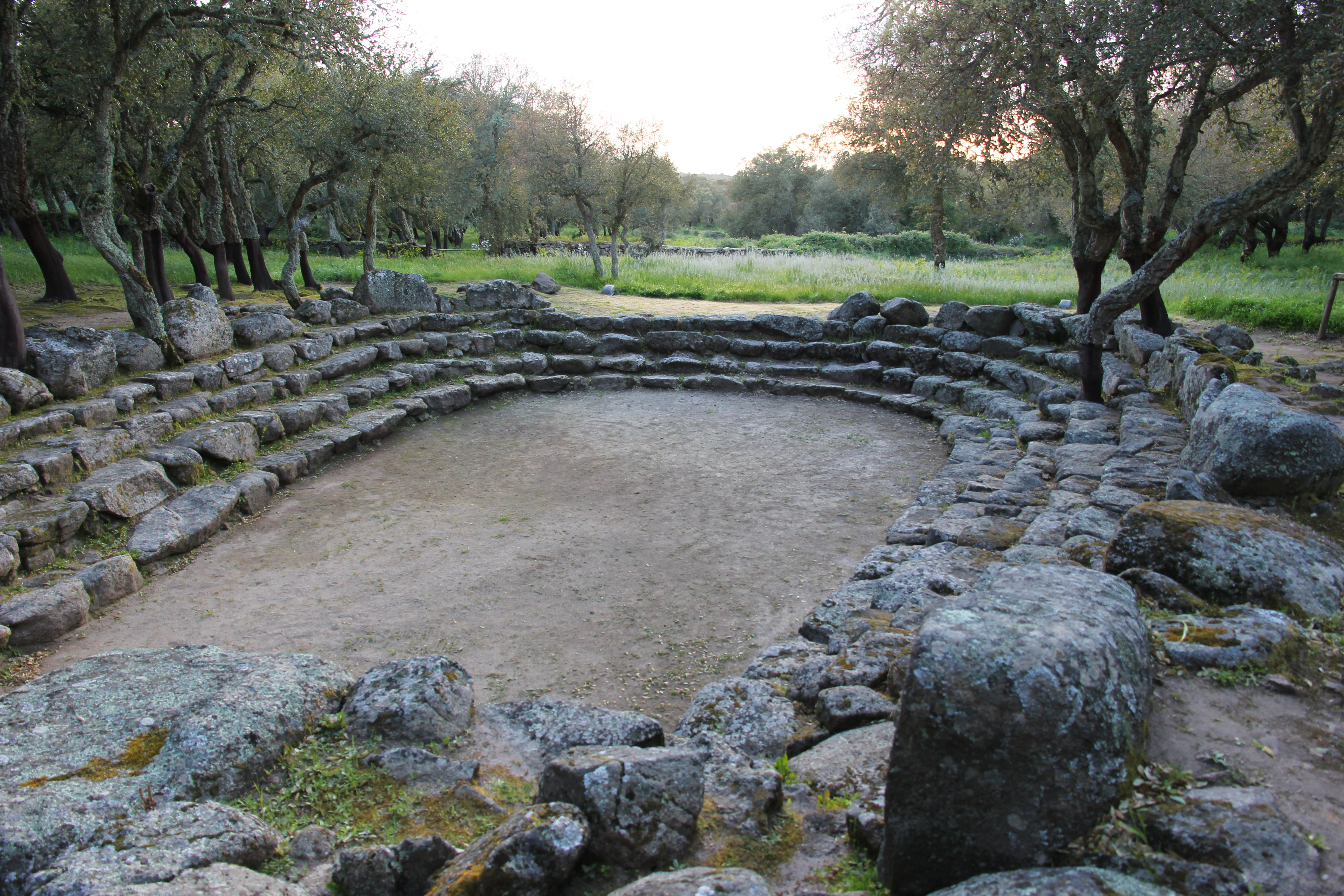
Священний «басейн» Су Романзесу

Деякі споруди могли відігравати «федеральну» роль Сардинії, як-от святилище Санта-Вітторія біля Серрі (одне з найбільших нурагічних святилищ, що охоплює понад 20 га), що містить як релігійні, так і цивільні будівлі: тут, за словами італійського історика Джованні Лілліу, головні клани центрального острова проводили свої збори, щоб підписувати союзи, вирішувати війни або укладати комерційні угоди. Також були місця для торгівлі.
Відомо принаймні двадцять таких багатофункціональних структур, а саме: Санта-Крістіна в Паулілатіно та Сіліго; деякі з них були повторно використані як християнські храми (наприклад, кумбесії Сан-Сальваторе в Сінісі в Кабрасі).
Деякі ритуальні басейни та ванни були побудовані в святилищах, таких як басейн Нураге Нурдоле, який працював через систему каналів.

#### Святі криниці

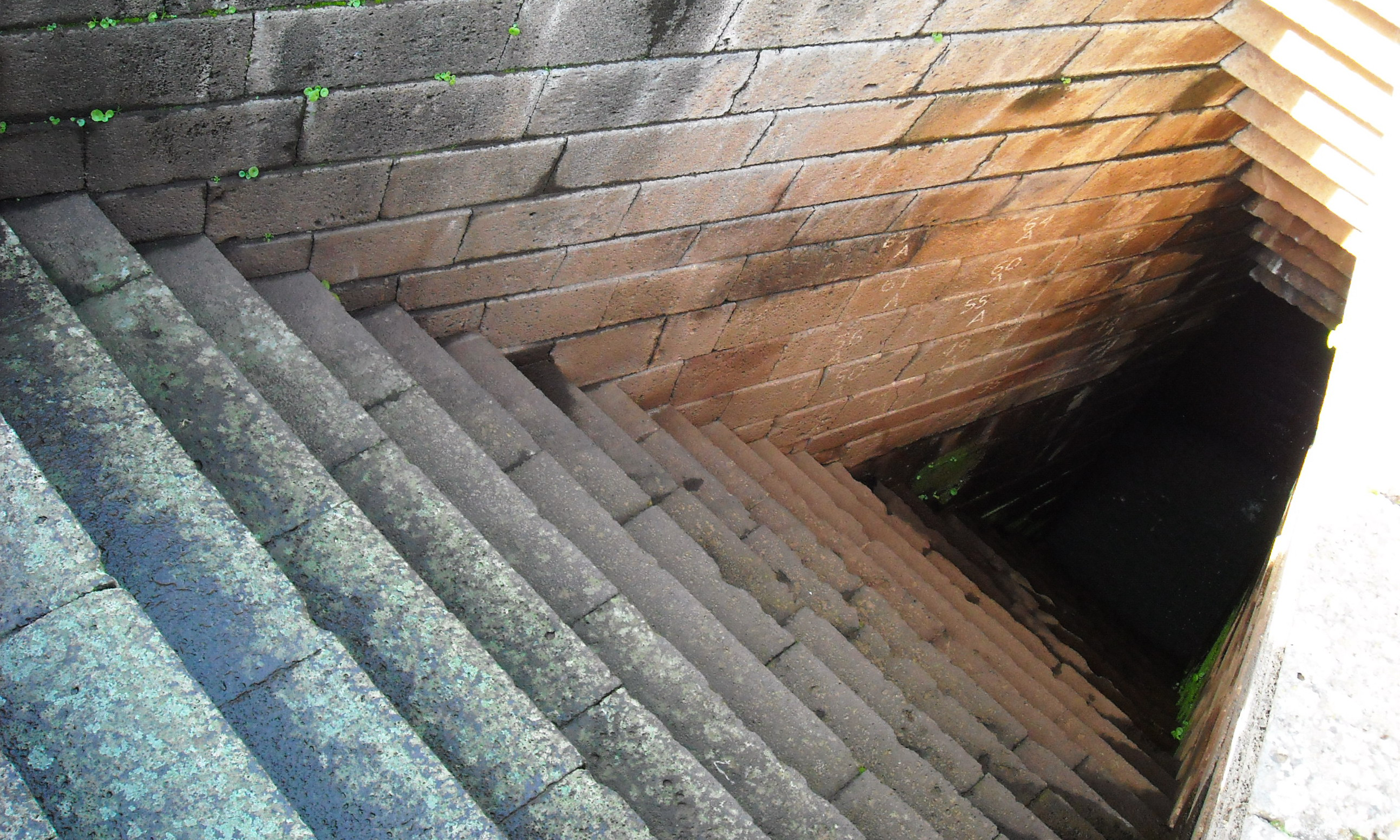
Святий колодязь Санта-Крістіна, Паулілатіно

Святі колодязі були спорудами, присвяченими культу вод. Хоча спочатку вони були віднесені до 8—6 століття до н. е., через передову техніку будівництва вони, швидше за все, відносяться до ранньої бронзової доби, коли Сардинія мала тісні відносини з мікенськими королівствами Греції та Криту, приблизно в 14—13 століттях до н. е..
Архітектура нурагічних святих колодязів відповідає тій самій моделі, що й нураги, основна частина складається з круглої кімнати з толосним склепінням з отвором на вершині.
Монументальні сходи з'єднували вхід до цього підземного (гіпогейного) приміщення, головною функцією якого є збір води зі священного джерела.
На зовнішніх стінах є кам'яні лави, куди віруючі клали жертви та релігійні предмети.
Деякі місця також мали жертовні вівтарі. Деякі вчені вважають, що вони можуть бути присвячені Сардусу, одному з головних нурагічних божеств.
Священна яма, подібна до сардинської, була знайдена на заході Болгарії, біля села Гарло.

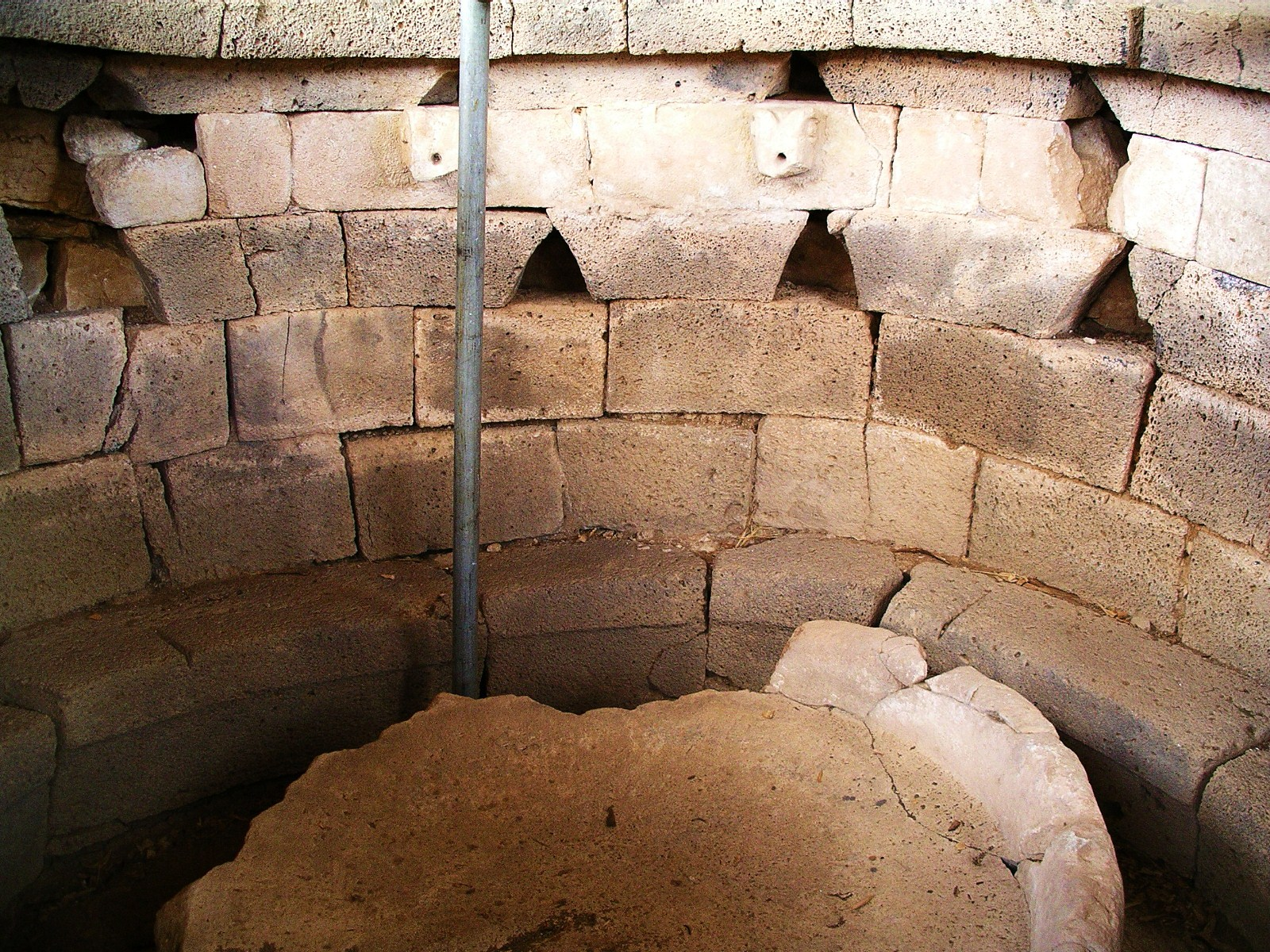
Нурагічний фонтан у Са-Седда-е-Сос-Каррос

#### Круглі будиночки з басейном
Починаючи з пізньої бронзової доби, в нурагічних поселеннях починає з'являтися особливий тип круглої споруди з центральним басейном і лавками, розташованими по всьому колу кімнати, найкращим прикладом цього типу споруди є ритуальний фонтан Са-Седда-е-Сос-Каррос, поблизу Ольєни, де завдяки гідравлічному імплантату свинцевих труб вода виливалася з протомів у формі барана всередині басейну. Деякі археологи інтерпретували ці будівлі з ритуальною та релігійною функцією

як термальні споруди.

#### Храми Мегарон

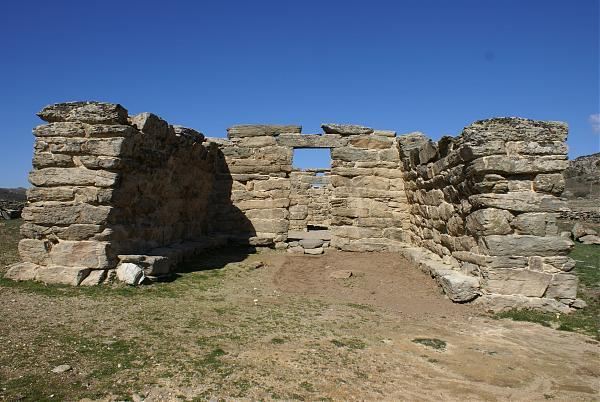
Мегаронний храм Дому-де-орджа

Розташовані в різних частинах острова та присвячені культу здорової води, ці унікальні будівлі є архітектурним проявом, який відбиває культурну життєздатність нурагічних народів та їхню взаємодію з середземноморськими цивілізаціями свого часу.
Насправді багато вчених бачать у цих будівлях чужорідні егейські впливи:109 .
Вони мають прямолінійну форму з витягнутими назовні бічними стінками. Деякі, як храм Малькітту в Арзакені, є апсидальними, тоді як інші, такі як храм Са-Каркаредда у Віллагранде-Стризаїлі, завершуються круглою кімнатою.
Вони оточені священними територіями під назвою теменос. Іноді в одному місці знаходять кілька храмів, як, наприклад, у випадку величезного святилища С'Арку-е-сос-форрос, де було розкопано багато мегаронних храмів зі складною рослинністю.
Найбільшою і найкраще збереженою сардинської Мегарою є Дому-де-Орджа в Естерцилі.

#### Гробниці велетнів

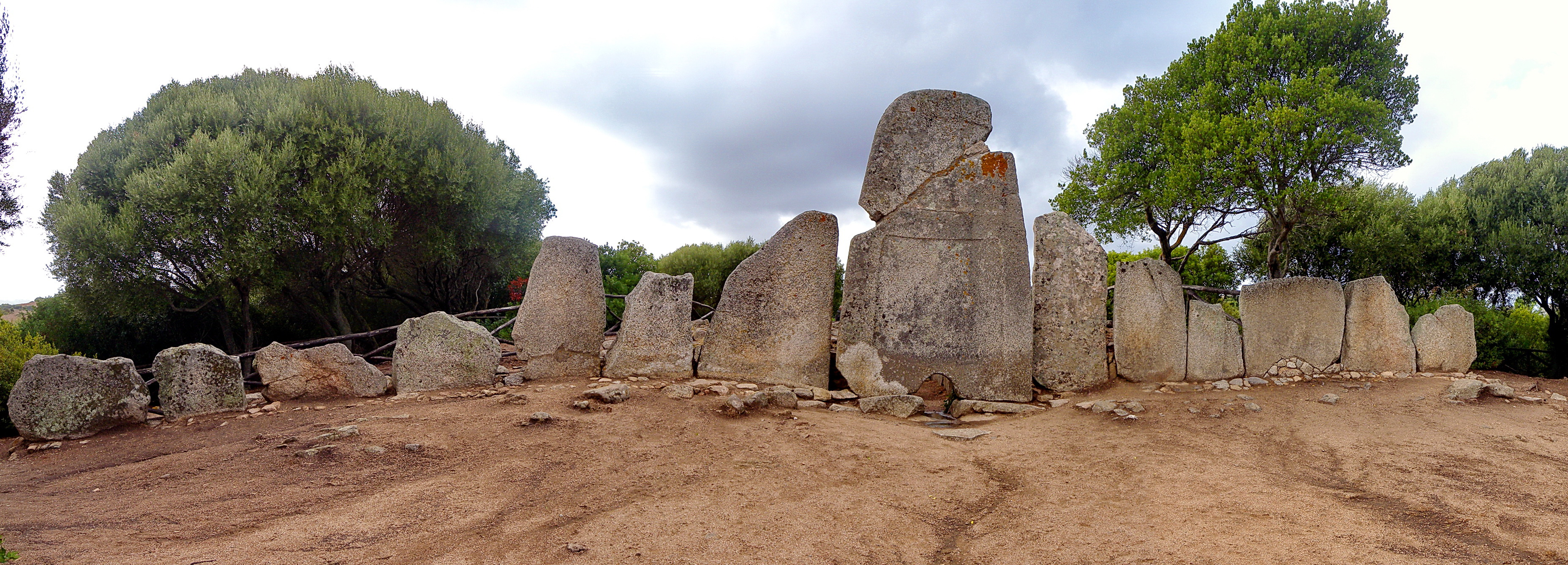
Гробниця велетня в Арцакені

Так звані «гробниці велетнів» були колективними похоронними спорудами, точна функція яких досі невідома, і які, можливо, розвинулися з витягнутих дольменів.
Відносяться до всієї нурагічної ери аж до залізної доби, коли їх замінили ямні могили, і частіше зустрічаються в центральній частині острова. Вони були за планом був у формі голови бика.
Біля входу встановлювали великі кам'яні скульптури, відомі як бетілі (різновид тонкого менгіра, іноді з грубим зображенням чоловічих статевих органів або жіночих грудей). Іноді гробниці будували за технікою opus isodomum, де використовували камені тонкої форми, як, наприклад, у гігантських гробницях Мадау або в Ілої.

### Мистецтво

#### Бронзові статуетки

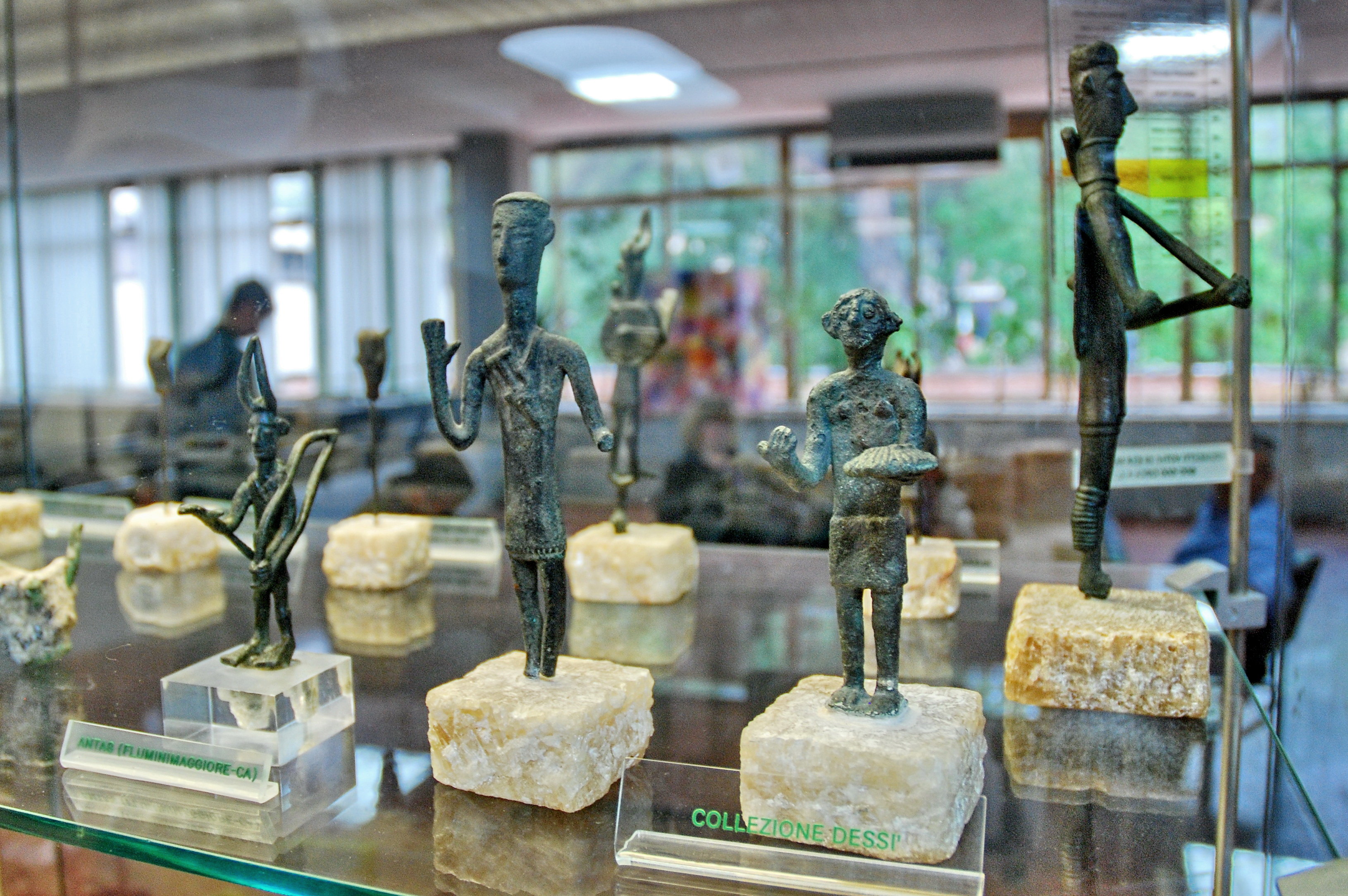
Нурагічні бронзові статуетки, Національний археологічний та етнографічний музей Г. А. Санна (Сассарі)

Так звані бронзетті — маленькі бронзові статуетки, отримані за допомогою техніки лиття за втраченим воском; вони можуть мати розмір до 39 см і являти собою сцени повсякденного життя, персонажів з різних соціальних класів, фігури тварин, божества, кораблі тощо.
Більшість із них були виявлені в різних місцях Сардинії; однак значна меншість також була знайдена в етруських місцях, зокрема гробницях, у центральній Італії (Вульчі, Ветулонія, Популонія, Маджоне) і Кампанії (Понтеканьяно), а також далі на південь у грецькій колонії Кротоне.

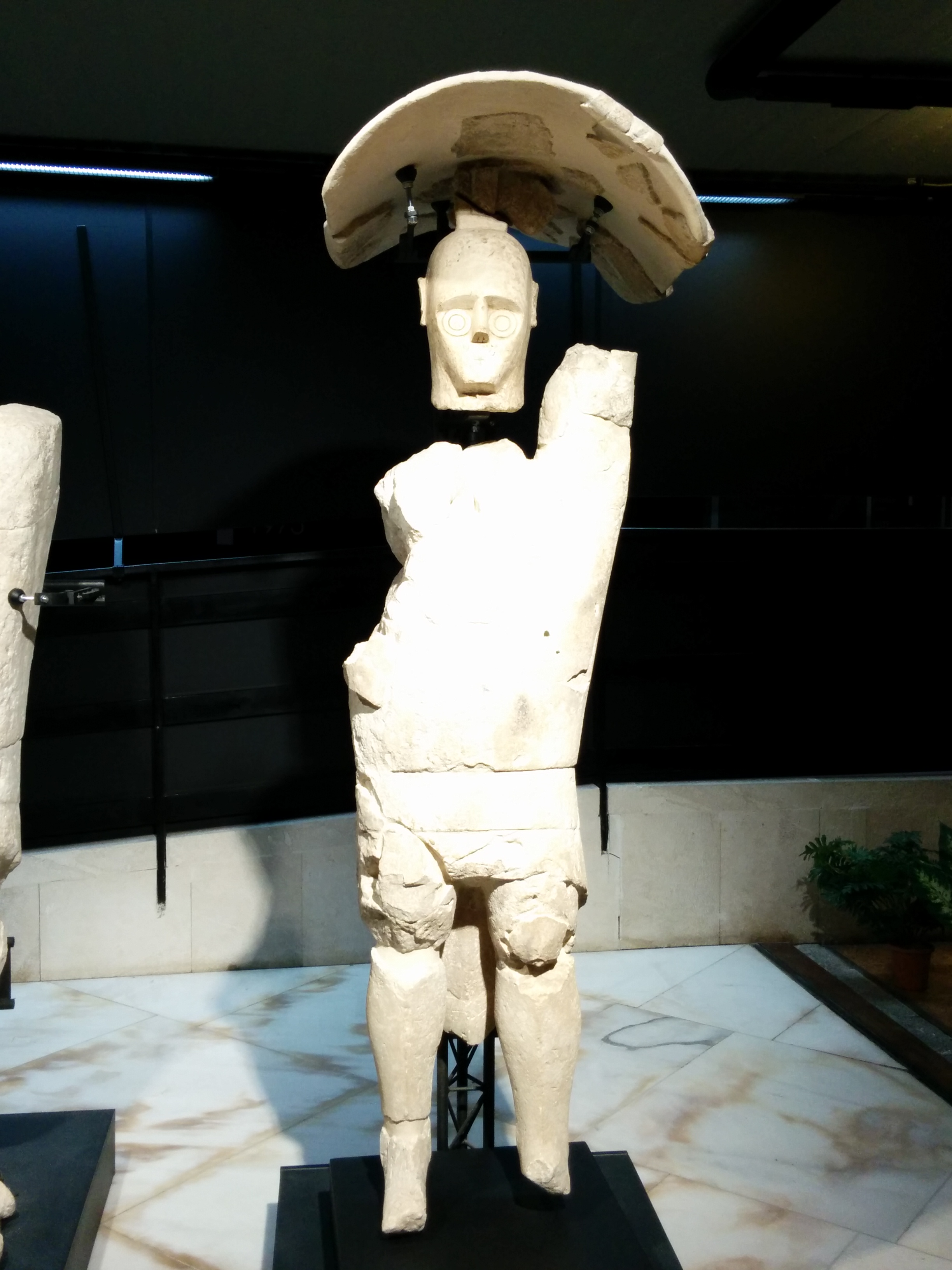
Статуя боксера з Монт'е-Прама

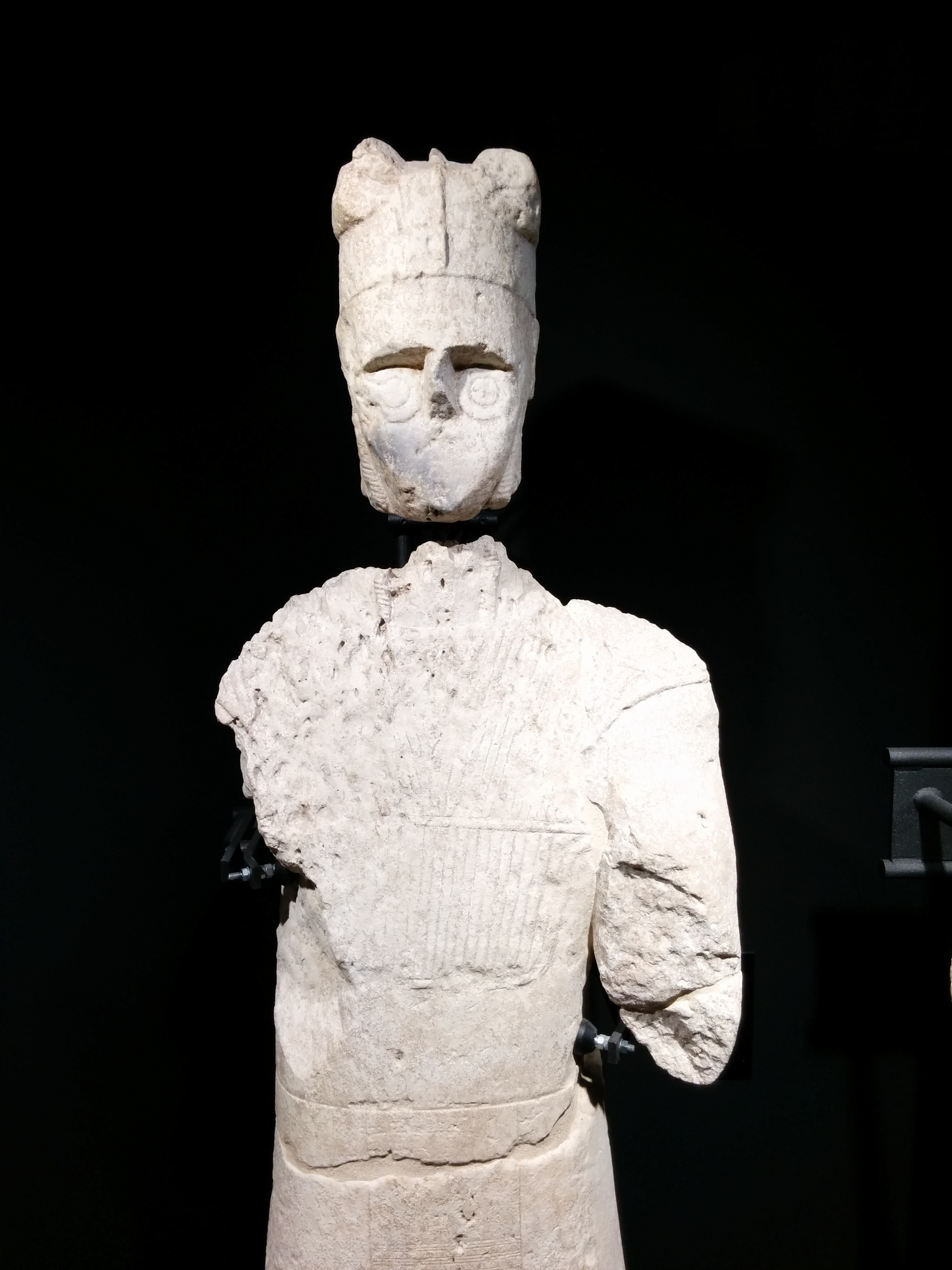
Статуя воїна з Монте-Прама

#### Велетні Монт'е-Прама
Велетні Монт'е-Прама — група з 32 (або 40) статуй заввишки до 2,5 м, знайдених у 1974 році поблизу Кабраса, у провінції Ористано. На них зображені воїни, лучники, борці, моделі нурагів і боксерів зі щитом і збройною рукавичкою.
Залежно від різних гіпотез, датування Колосів — назву, яку дав статуям археолог Джованні Лілліу:84–86  — коливається між XI та VIII століттями до н. е.. Якщо це додатково підтвердять археологи, як це вже зробив аналіз C-14, вони будуть найдавнішими антропоморфними скульптурами середземноморського регіону після єгипетських статуй, що передують курос античної Греції.
Вони мають дископодібні очі та східний одяг. Ймовірно, статуї зображували міфологічних героїв, що охороняють могилу; згідно з іншою теорією, вони могли бути свого роду пантеоном типових нурагічних божеств.
Їхня знахідка довела, що культура нурагів зберегла свої особливості та привнесла нові протягом століть, аж до фінікійської колонізації частини Сардинії.

#### Кераміка

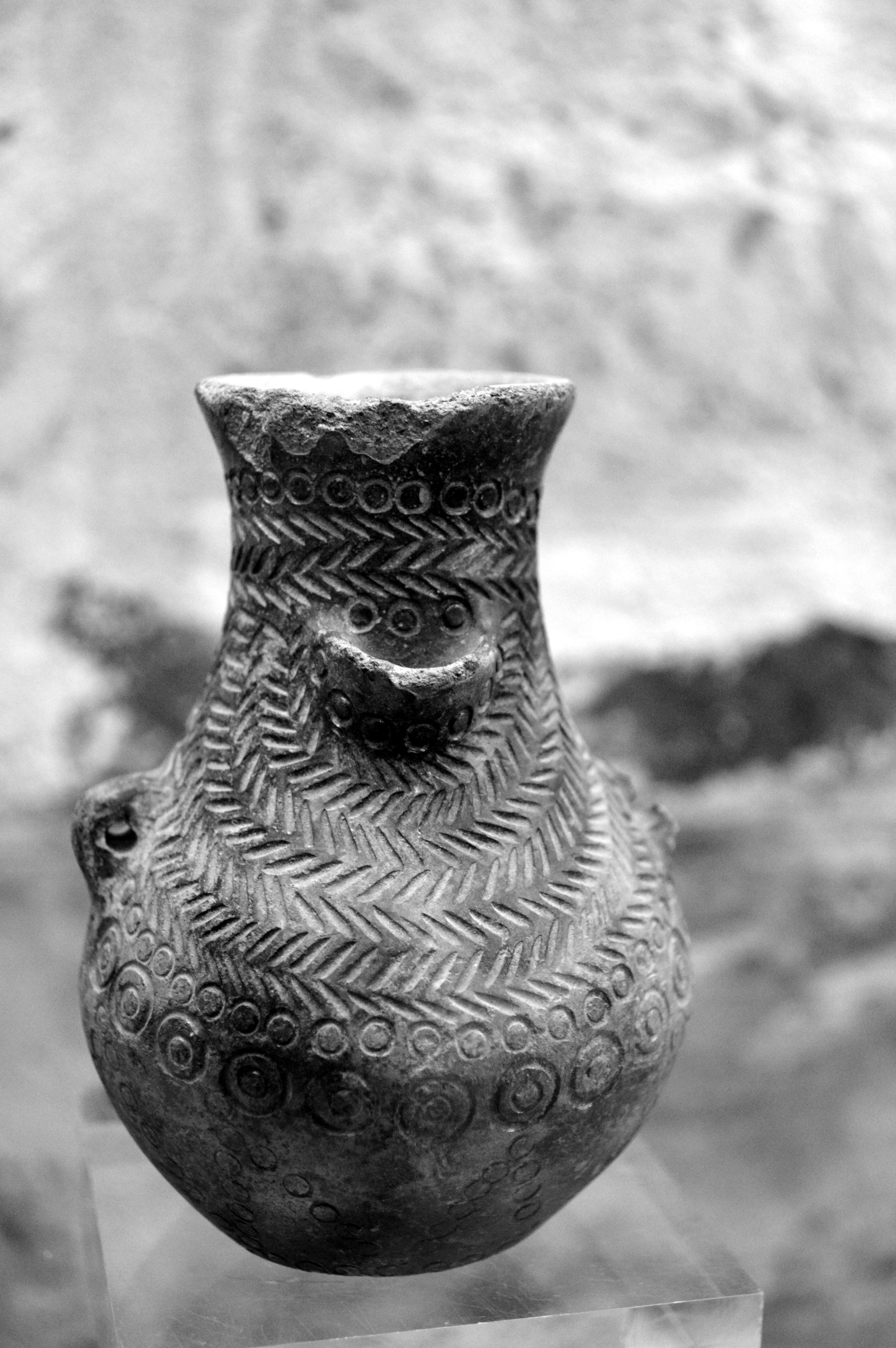
Нурагічна ваза від Сардари

У кераміці майстерність і смак сардинських ремісників проявляються в основному в оздобленні поверхонь посудин, які, звичайно, використовувалися в ритуальних цілях під час складних церемоній, можливо, в деяких випадках навіть для подрібнення в кінці обряду, як глечики, знайдені на дні священних колодязів.
Кераміка також демонструє геометричні візерунки на світильниках, грушоподібних посудинах (за винятком Сардинії) і аскосі. Імпортні (наприклад, мікенські) і місцеві форми були знайдені в кількох місцях по всьому острову. Також знайдені на італійському півострові, Сицилії, в Іспанії та на Криті все вказує на те, що Сардинія була дуже добре інтегрована в стародавню торгівлю Середземного моря.

## Мова
Мова (або мови), якою (або якими) говорили на Сардинії під час бронзової доби, невідома (і), оскільки немає письмових згадок про цей період, хоча останні дослідження показують, що приблизно у 8 столітті до н. е. (залізна доба), населення нурагів могло прийняти алфавіт, схожий на той, що використовувався на Евбеї.
За словами Едуардо Бласко Феррера, палеосардинська мова була схожа на протобаскську та давню іберійську мову з незначними індоєвропейськими домішками, але інші вважають, що вона була споріднена з етруською. Деякі вчені припускають, що в нурагічній Сардинії насправді існували різні мовні області (дві або більше), можливо, доіндоєвропейці та індоєвропейці:241–254.

## Економіка
Економіка нурагів, принаймні на початку, здебільшого базувалася на сільському господарстві (нові дослідження показують, що вони були першими, хто практикував виноградарство у Західному Середземномор'ї) і тваринництві, а також на рибальстві. Вироблялися також алкогольні напої, як-от вино та пиво, а також садівництво. Як і в сучасній Сардинії, 60 % сільськогосподарських угідь було придатне лише для розведення великої рогатої худоби та овець. Ймовірно, як і в інших людських спільнотах, які мають худобу як традиційну економічну базу, власність цієї встановленої соціальної ієрархії. Наявність доріг для возів, що датуються 14 століттям до н. е., створює враження добре організованого суспільства. Знаки, знайдені в металевих злитках, свідчать про існування системи числення, яка використовувалася для обліку серед нурагів.

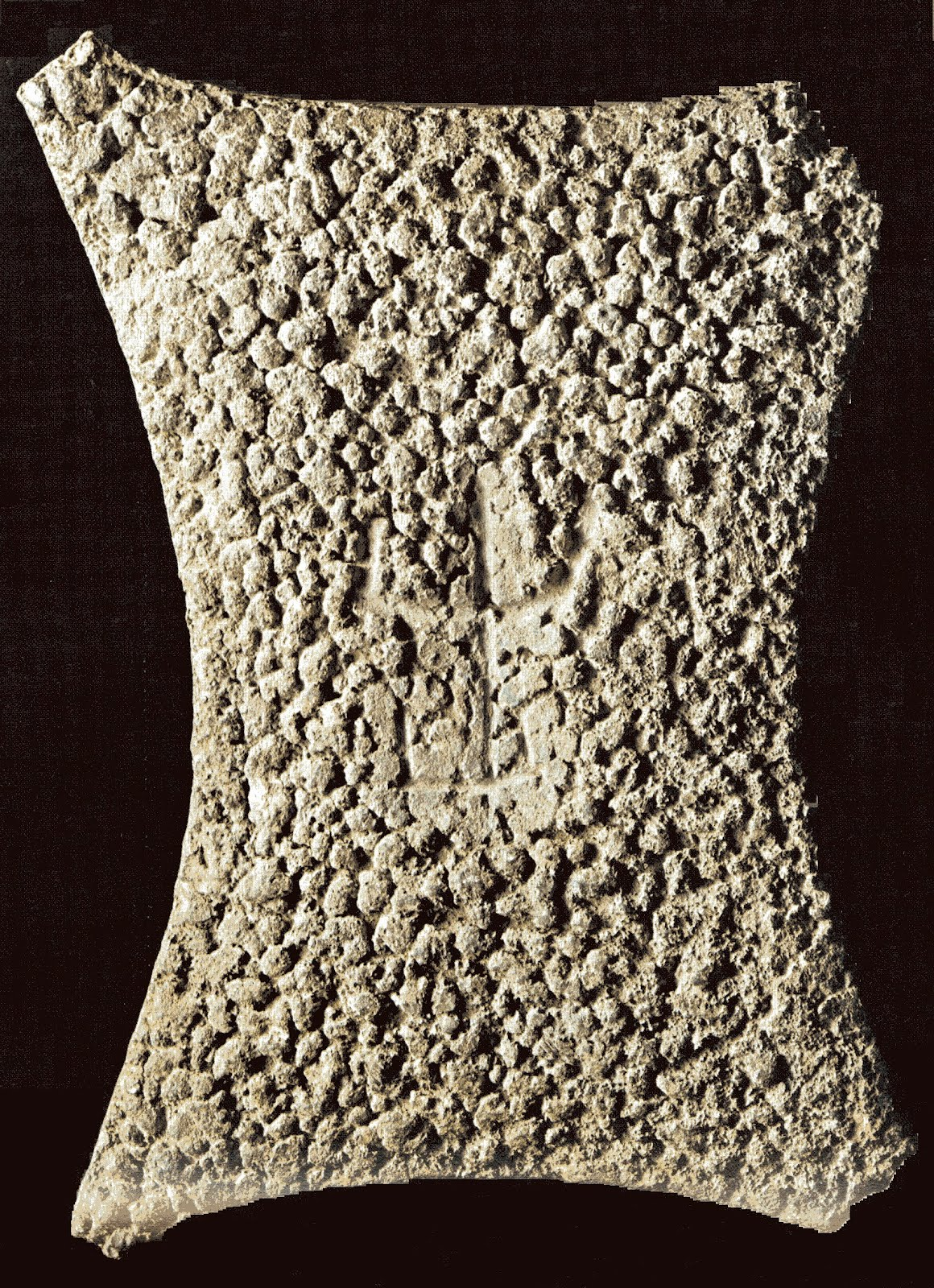
Злиток волячої шкіри з Нурагуса

Навігація відіграла важливу роль: історик П'єрлуїджі Монтальбано згадує про знахідку нурагічних якорів уздовж узбережжя, деякі з яких важили 100 кг. Це свідчить про те, що народ нурагів використовував ефективні кораблі, які могли досягати довжини до 15 м. Це дозволило їм подорожувати всім Середземномор'ям, встановлюючи комерційні зв'язки з мікенською цивілізацією (що підтверджується загальною формою гробниці толосу та обожнюванням биків), Іспанією, Італією, Кіпром, Ліваном.
Такі предмети, як мідні злитки кіпрського типу, були знайдені на Сардинії, тоді як бронзова та нурагічна кераміка ранньої залізної доби була знайдена в Егейському регіоні на Кіпрі в Іспанії (Уельва, Таррагона, Малага, Теруель і Кадіс) аж до Гібралтарської протоки, а також в етруських центрах італійського півострова, таких як Ветулонія, Вульчі та Популонія (відомі в 9—6 століттях до н. е. за нурагічними статуями, знайденими в їхніх гробницях).
Сардинія була багата на такі метали, як свинець і мідь.
Археологічні знахідки довели хорошу якість нурагічної металургії, включаючи численного бронзового озброєння. Так звана «золота доба» цивілізації нурагів (кінець 2-го—початок 1-го тис. до н. е.), можливо, збігся з піком видобутку металів на острові.
Широке використання бронзи, сплаву, який використовував олово, метал, який, однак, не був присутній на Сардинії, за винятком, можливо, єдиного родовища, додатково доводить здатність нурагів торгувати необхідними ресурсами.
Дослідження 71 стародавнього шведського бронзового предмета, датованого епохою скандинавської бронзи у 2013 році, показало, що більша частина міді, яка використовувалася в той час у Скандинавії, надходила із Сардинії та Піренейського півострова. Виробництво заліза підтверджено на острові з 13 століття до н. е..

## Генетика
Генетичне дослідження, опубліковане в Nature Communications у лютому 2020 року, дослідило останки 17 осіб, які ототожнюються з нурагічною культурою.
Виділені зразки Y-ДНК належали до гаплогрупи I2a1b1 (2 зразки), R1b1b2a, G2a2b2b1a1, R1b1b (4 зразки), J2b2a1 (3 зразки) та G2a2b2b1a1a, тоді як виділені зразки мтДНК належали до різних типів гаплогруп T, V, H, J, K і U. Дослідження виявило вагомі докази генетичної спадкоємності між нурагічною культурою та ранішими неолітичними мешканцями Сардинії, які були генетично подібні до неолітичних народів Іберії та південної Франції. Встановлено, що вони походять приблизно на 80 % від ранньоєвропейських фермерів (EEF) і 20 % від західних мисливців-збирачів (WHG). Науковці вважають, що вони в основному походять від народів неолітичної культури кардіального посуду, що поширилася по всьому західному Середземномор'ю у Південній Європі ~5500 рік до н. е.. Народ нурагів сильно відрізнявся від інших народів Європи бронзової доби майже відсутністю степового походження.
Дослідження 2021 року Villalba-Mouco et al. виявило можливий потік генів, що походить з Італійського півострова, починаючи з енеоліту. У доісторичній Сардинії компонент, пов'язаний з іранськими фермерами (або походженням із Кавказу), присутній у материковій Італії з часів неоліту (разом із компонентами EEF та WHG), поступово зростає від 0 % у ранньому халколіті до приблизно 5,8 % у бронзову добу. Відсутність компонента, пов'язаного з мадленцями, натомість виключатиме внески епохи енеоліту півдня Піренейського півострова .
Згідно з дослідженням Чінталапаті, Паттерсона та Мурджані 2022 року «На Сардинії більшість зразків бронзової доби не мають степового походження, пов'язаного зі скотарством. У кількох осіб ми знайшли докази степового походження», які прибуло приблизно у 2600 р. до н. е..